# Bitwa o Szanghaj
Bitwa o Szanghaj (chiń. upr. 淞沪会战; chiń. trad. 淞滬會戰; pinyin Sōng hù huìzhàn) – jedna z największych bitew II wojny chińsko-japońskiej, stoczona w mieście Szanghaj w okresie od 13 sierpnia do 26 listopada 1937 roku. Niektórzy historycy uważają ją za pierwszą bitwę II wojny światowej.
Japończycy zwyciężyli i zajęli miasto (z wyjątkiem dzielnic należących do koncesji międzynarodowych) po ponad trzech miesiącach intensywnych walk na lądzie, w powietrzu i na morzu. Obie strony oskarżały się wzajemnie o użycie broni chemicznej, a japońskie siły zbrojne oficjalnie potwierdziły, że nielegalnie użyły gazu bojowego co najmniej 13 razy. Historyk Peter Harmsen stwierdził, że bitwa o Szanghaj „zapowiadała walki miejskie, takie, jakie miały być prowadzone nie tylko w czasie II wojny światowej, ale i przez resztę XX wieku” oraz że „ukazała ona całokształt współczesnych walk miejskich”. Była to największa bitwa miejska przed bitwą stalingradzką, stoczoną prawie 5 lat później.
Od japońskiej inwazji na Mandżurię w 1931 roku, a następnie pierwszego japońskiego ataku na Szanghaj w 1932 roku, między Chinami a Japonią toczyły się niemal nieustanne walki prowadzone bez oficjalnego wypowiedzenia wojny. Konflikty te zaostrzyły się w lipcu 1937 roku, kiedy incydent na moście Marco Polo zapoczątkował pełnoskalową inwazję Japończyków. Szanghaj był największym i najbardziej międzynarodowym miastem Chin, zajmując wówczas pozycję piątego co do wielkości miasta na świecie. Znany jako „Perła Orientu” i „Paryż Wschodu”, był głównym centrum handlowym i największym portem Chin. Uparty opór Chińczyków w Szanghaju miał na celu powstrzymanie japońskiego natarcia, dając chińskiemu rządowi niezbędny czas na przeniesienie kluczowych gałęzi przemysłu w głąb kraju, a jednocześnie starając się pozyskać przychylne mocarstwa zachodnie dla sprawy chińskiej. Podczas zaciętej, trzymiesięcznej bitwy siły Chin i Japonii walczyły w centrum Szanghaju, na przedmieściach i w okolicznych miasteczkach oraz na plażach rzeki Jangcy i Zatoki Hangzhou, gdzie Japończycy przeprowadzili desanty morskie.
Siły chińskie były wyposażone głównie w broń małokalibrową, stawiając czoła znacznie potężniejszym siłom powietrznym, morskim i pancernym Japonii. Ostatecznie Szanghaj upadł, a Chiny straciły znaczną część swoich najlepszych żołnierzy – elitarnych dywizji wyszkolonych i wyposażonych przez Niemców – nie uzyskując jednocześnie niemal żadnej reakcji międzynarodowej. Jednak twardy opór stawiany przez siły chińskie w ciągu trzech miesięcy krwawej bitwy zszokował Japończyków, którzy wcześniej wierzyli, że mogą zdobyć Szanghaj w kilka dni, a całe Chiny podbić w ciągu paru miesięcy.
Bitwę można podzielić na trzy etapy, w których w sumie wzięło udział około miliona żołnierzy. Pierwszy etap trwał od 13 do 22 sierpnia 1937 roku, podczas którego chińska Narodowa Armia Rewolucyjna oblegała oddziały japońskiej piechoty morskiej stacjonujące w Szanghaju, tocząc krwawe walki w mieście i próbując wyprzeć z niego przeciwnika. Drugi etap trwał od 23 sierpnia do 26 października 1937 roku, podczas którego Japończycy rozpoczęli desanty na wybrzeżu Jiangsu, a obie armie zwarły się w walkach o każdy dom w regionie rzecznym na północ od Szanghaju. Ostatni etap, trwający od 27 października do końca listopada 1937 roku, obejmował odwrót armii chińskiej w obliczu japońskich manewrów oskrzydlających oraz następujące po nim walki na drodze do ówczesnej stolicy Chin, Nankinu. Oprócz walk w samym Szanghaju, na obrzeżach miasta toczyła się również bitwa okopowa.

## Preludium

### Incydent Ōyamy

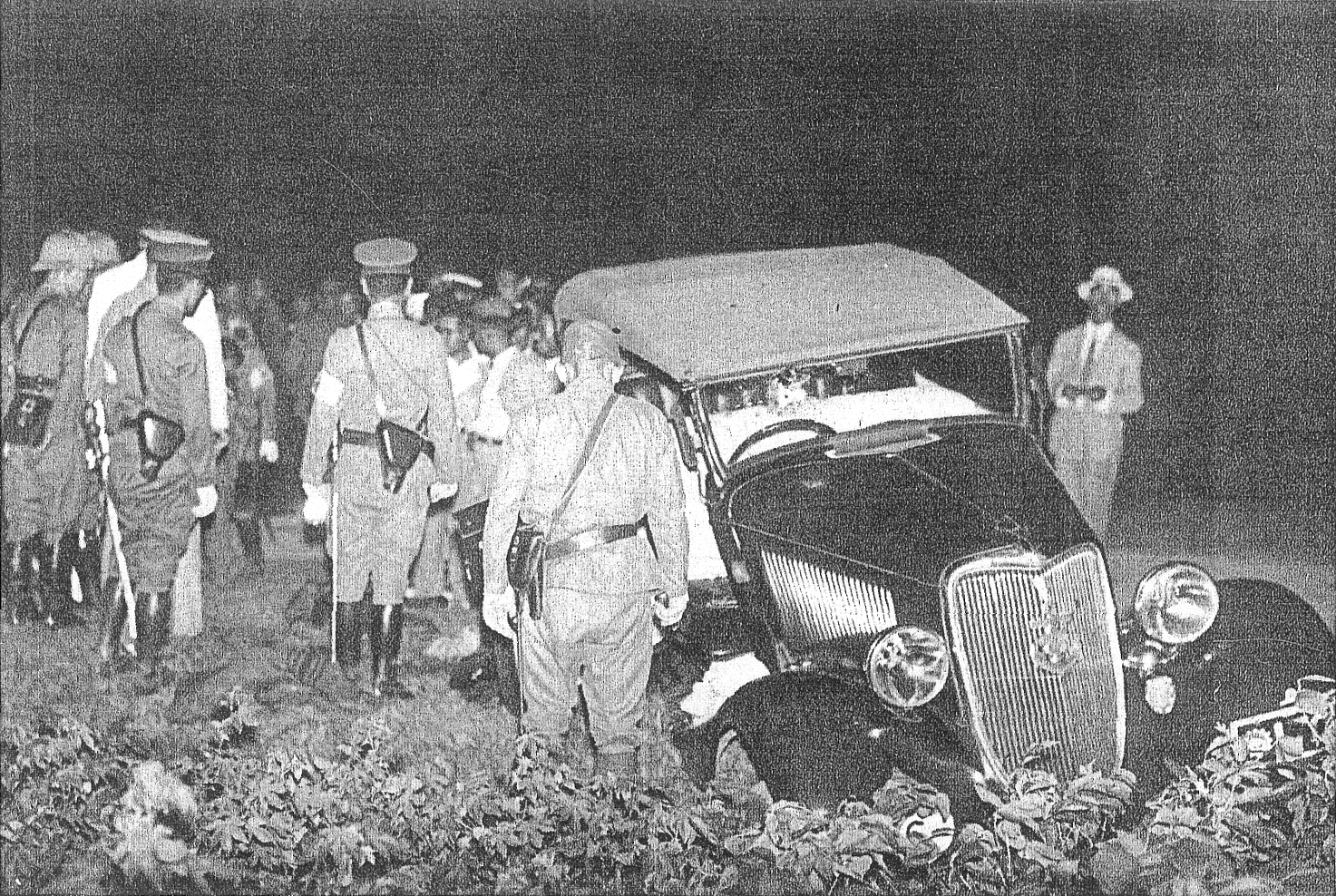
Incydent Ōyamy, 9 sierpnia 1937

9 sierpnia ppor. mar. Isao Ōyama, dowódca Zachodniego Oddziału Japońskich Specjalnych Sił Desantowych Marynarki Wojennej stacjonujących w Szanghaju oraz jego kierowca, st. mar. Saito Yozo, wraz ze strażnikiem z Chińskiego Korpusu Ochrony Pokoju zostali znalezieni martwi przy bramie lotniska Hongqiao. Według kilku relacji Ōyama i jego kierowca zostali zatrzymani przez strażników Korpusu Ochrony Pokoju, po czym Ōyama otworzył ogień i ich zabił. Oficer i jego kierowca zginęli następnie od strzałów innych strażników na lotnisku.
Jednak Ōyama był nieuzbrojony w chwili śmierci, ponieważ zostawił broń boczną w kwaterze głównej. Historyk Peter Harmsen twierdzi, że tak zwana strzelanina była w rzeczywistości zaaranżowaną inscenizacją mającą na celu zatuszowanie zabójstwa dwóch japońskich marynarzy przez chińskiego żołnierza podszywającego się pod członka Korpusu Ochrony Pokoju.
Nadal nie wiadomo, czy Ōyama próbował wkroczyć na lotnisko wojskowe na rozkaz swoich przełożonych. Incydent ten zaostrzył napięcia między siłami chińskimi i japońskimi w Szanghaju. 10 sierpnia 1937 roku japoński konsul generalny zażądał od Chińczyków wycofania Korpusu Ochrony Pokoju i rozmontowania umocnień obronnych wokół miasta. Wyraźnie zaznaczył również, że Cesarska Armia Japońska uznała zastrzelenie japońskiego oficera za upokorzenie i że każdy kolejny incydent doprowadzi do eskalacji sytuacji. Jednocześnie Japończycy zaczęli wysyłać do Szanghaju posiłki. W obliczu rosnącej obecności wojsk japońskich w mieście, od 11 sierpnia w rejon Szanghaju zaczęto przerzucać również wojska chińskie.

## Pierwsza faza (13–22 sierpnia)

### Pierwsze strzały

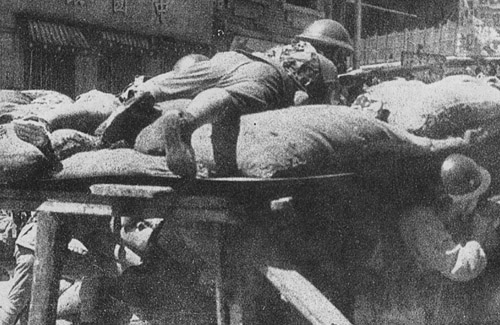
Oddziały Chińskiego Korpusu Ochrony Pokoju obsadzają fortyfikacje w Szanghaju

Około godziny 9:00 rano 13 sierpnia Korpus Ochrony Pokoju wymienił strzały z broni ręcznej z japońskimi oddziałami w dzielnicach Zhabei, Wusong i Jiangwan w Szanghaju. Około godziny 15:00 armia japońska przekroczyła most Bazi w Zhabei i zaatakowała różne miejsca w mieście. Chińska 88 Dywizja odpowiedziała ostrzałem moździerzowym. Sporadyczne strzelaniny trwały przez cały dzień do godziny 16:00, kiedy to japońskie dowództwo wydało okrętom 3 Floty stacjonującym na rzekach Jangcy i Huangpu rozkaz otwarcia ognia w stronę chińskich pozycji w mieście. Późną nocą generalissimus Czang Kaj-szek nakazał gen. Zhangowi Zhizhongowi rozpoczęcie działań ofensywnych następnego dnia. Rano 14 sierpnia Siły Powietrzne Republiki Chińskiej rozpoczęły bombardowanie różnych japońskich celów, a chińskie siły lądowe zaatakowały o godzinie 15:00. Tego samego dnia chiński rząd wydał Proklamację Samoobrony i Wojny Oporu, wyjaśniając swoją decyzję o walce przeciwko japońskiej agresji. Bitwa o Szanghaj oficjalnie się rozpoczęła.
Początkowy plan Czanga zakładał, że liczebnie przeważające siły chińskie zaatakują Japończyków z zaskoczenia i zepchną ich do rzeki Huangpu, stosując taktykę Entscheidungsschlacht zalecaną przez jego niemieckiego doradcę Alexandra von Falkenhausena. Jego wojska miały następnie zablokować wybrzeże, aby uniemożliwić Japończykom desantowanie posiłków na nabrzeżach Huangpu, między Yangshupu a Hongkou. 88 Dywizja miała zaatakować japońską kwaterę główną w pobliżu Zhabei, a 87 Dywizja otrzymała rozkaz zaatakowania umocnionej fabryki tekstyliów Gongda, gdzie mieściło się dowództwo japońskiej marynarki wojennej.

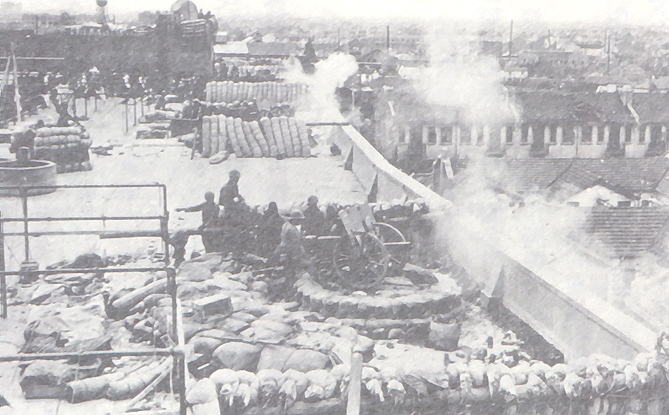
Japońskie pozycje artyleryjskie na dachach budynków

Japońskie twierdze w dzielnicy Hongkou były silnie ufortyfikowane grubym betonem, drutem kolczastym, workami z piaskiem i bronione przez karabinyi maszynowe. Ich bunkry były również odporne na ostrzał z haubic 150 mm, jedynej ciężkiej broni, jaką dysponowali wówczas Chińczycy w Szanghaju. Zhang szacował, że osiągnięcie tych celów zajmie tydzień; jednak operacja napotkała trudności, gdy jego wojska zostały zatrzymane tuż obok międzynarodowej strefy koncesyjnej.

### Pierwsze ataki
Późnym popołudniem 14 sierpnia 1937 roku, chińska 88 Dywizja zaatakowała japońskie pozycje w centrum Szanghaju, ale została zatrzymana przez bezpośredni ogień okopanych Japończyków i intensywny ostrzał artylerii okrętowej japońskiej 3 Floty zacumowanej w Huangpu. Chińska artyleria była również rozlokowana zbyt daleko z tyłu, a niedoświadczone załogi i słaba komunikacja z obserwatorami uniemożliwiały skuteczne wsparcie chińskiej artylerii w walce. Chińska piechota mogła posuwać się naprzód tylko pod osłoną ognia karabinów maszynowych, zbliżając się na tyle blisko do stanowisk ogniowych, aby zabić znajdujących się w nich żołnierzy granatami ręcznymi. Chińskie natarcie zostało znacznie spowolnione, a element zaskoczenia utracony.

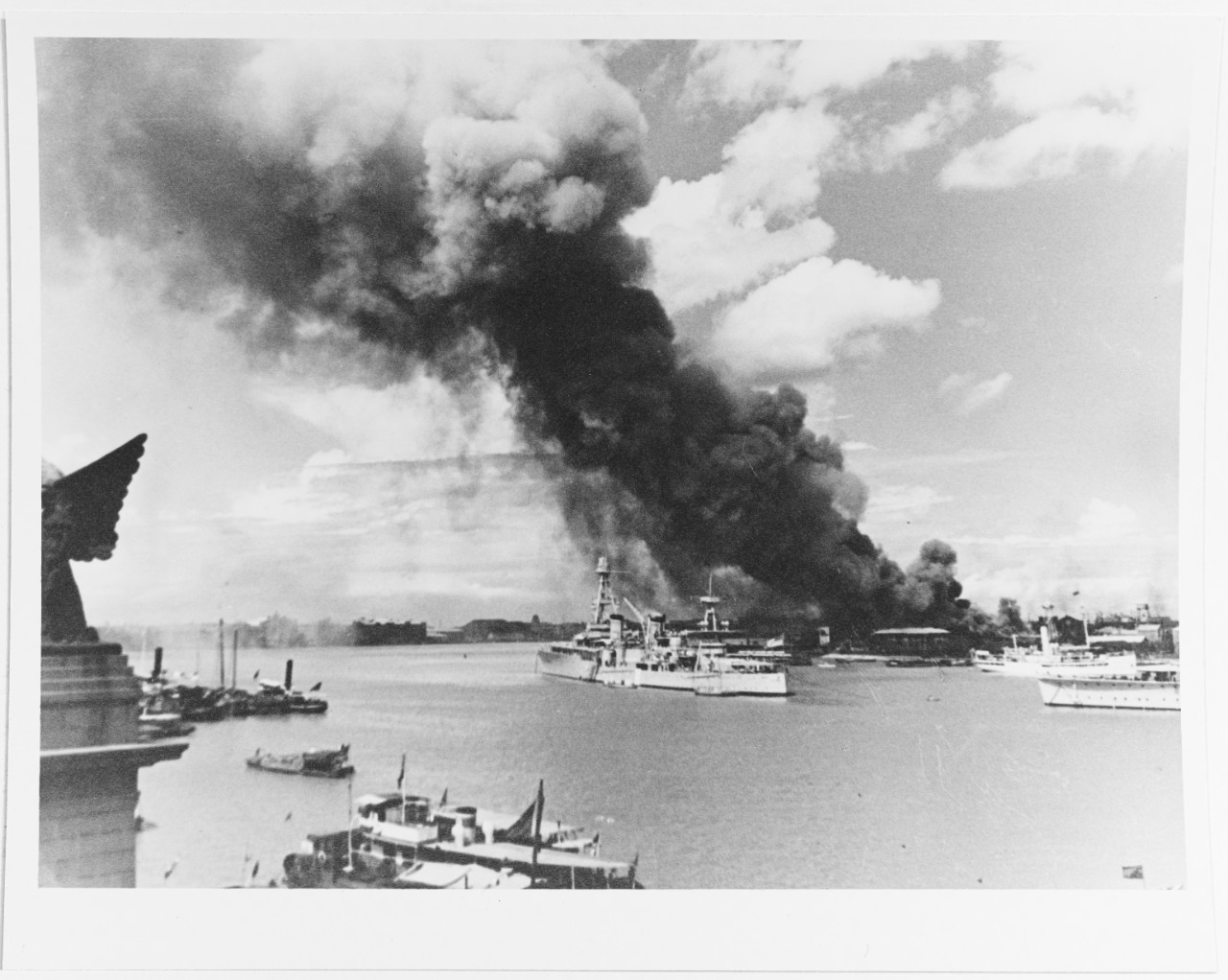
Gęsty dym nad Pudongiem widziany z Bundu, 14 sierpnia 1937

W rezultacie Chińczycy ponieśli ciężkie straty w pierwszym ataku, sięgające tysiąca ofiar, wśród których znalazł się dowódca brygady Huang Meixing, który zginął, gdy pocisk artyleryjski zniszczył jego stanowisko w pobliżu mostu Bazi. O zmroku Czang nakazał Zhangowi Zhizhongowi wstrzymać atak. Japońska piechota morska poniosła straty rzędu stu żołnierzy, w tym 27 zabitych.

### Operacja Żelazna Pięść

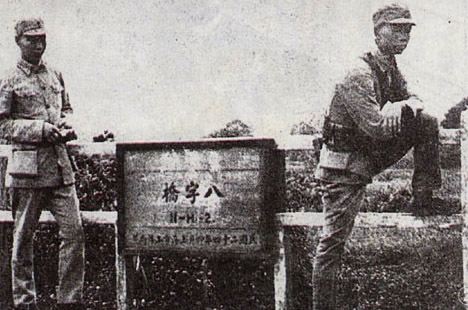
Chińskie wojska na moście Bazi, gdzie na początku bitwy toczyły się zacięte walki

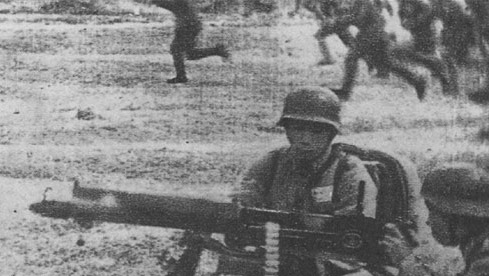
Chińscy żołnierze ruszają do ataku, mijając obsługę karabinu maszynowego

15 sierpnia 1937 roku Czang zebrał się ze sztabem dywizji, aby zorganizować drugi atak na japońską obronę, tym razem z większą siłą ognia i lepszym przygotowaniem. Chińskie dywizje miały zastosować niemiecką taktykę uderzeniową Stosstrupp, nacierając natychmiast po intensywnym ostrzale artyleryjskim, aby przełamać japońskie linie i przedrzeć się głęboko za pozycje wroga, zanim obrońcy zdążyliby się zreorganizować.
Ponieważ siły chińskie nie posiadały wystarczającej ilości ciężkiej broni, aby zniszczyć japońskie bunkry, chińskie dowództwo zdecydowało się na taktykę okrążającą. W tym celu Zhang Zhizhong polecił swoim żołnierzom zająć ulice otaczające japońskie twierdze, unikając kosztownych ataków frontalnych na silnie ufortyfikowane pozycje.
Rankiem 16 sierpnia 88. i 87 Dywizja rozpoczęły operację Żelazna Pięść, najpierw intensywnie ostrzeliwując japońskie pozycje, a następnie przeprowadzając szarże piechoty. Zgodnie z taktyką Zhanga, za każdym razem, gdy ulica została skutecznie oczyszczona, Chińczycy budowali blokady z worków z piaskiem i stopniowo otaczali każdą japońską twierdzę, odcinając przeciwnikowi wszelkie możliwe drogi ucieczki. Taktyka ta początkowo przynosiła efekty i Chińczykom udało się zniszczyć kilka japońskich stanowisk oraz posterunków już pierwszego dnia operacji.
Po kilku udanych penetracjach w pobliżu portu Sajing i ulicy Guangzhong, Japończycy odpowiedzieli, rozmieszczając na ulicach kilka czołgów i samochodów pancernych, co pozwoliło im stępić i ostatecznie powstrzymać chińskie ataki. Na moście Baji chińska 88 Dywizja poniosła wysokie straty w walce na krótkim dystansie z japońskimi jednostkami pancernymi, które oskrzydlały ich pozycje z wielu kierunków.

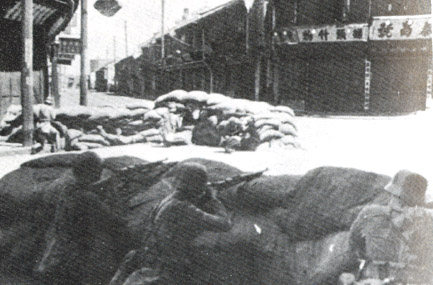
Oddziały elitarnej 88 Dywizji strzegące skrzyżowania w centrum Szanghaju

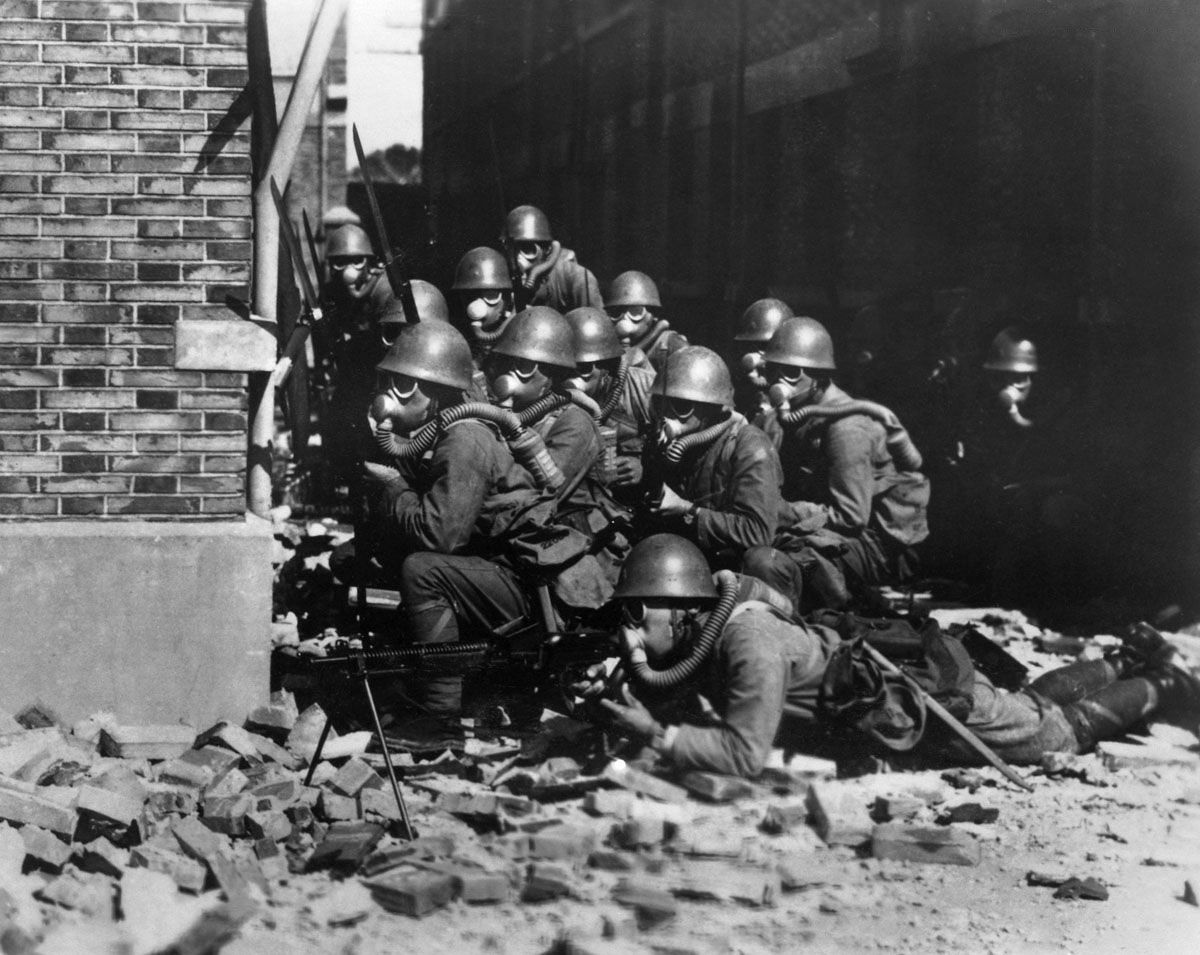
Japońska piechota morska w bitwie o Szanghaj

Japończycy następnie przenieśli atak na chińskie pozycje w Patriotycznej Szkole dla Dziewcząt i na ulicy Kantońskiej. Jednak 88 Dywizja broniąca drogi posiadała działa przeciwpancerne i skutecznie utrzymała swoje pozycje, powstrzymując japoński kontratak, niszcząc lub uszkadzając przy tym trzy japońskie czołgi. Po kilku godzinach zaciętych walk japoński atak na ulicę Kantońską został odparty, a straty w szeregach japońskiej piechoty morskiej wyniosły około 200 żołnierzy, w tym 83 zabitych.
Pomimo zaciętych walk i dużych strat zadanych wrogowi, Chińczycy nie byli w stanie dokonać znaczącego przełomu z powodu nieskutecznej koordynacji między piechotą i artylerią, słabego rozpoznania oraz nieustannego ostrzału japońskich okrętów na rzece Huangpu. Chińczykom dodatkowo przeszkadzała niechęć do walki w obrębie dzielnicy koncesyjnej, aby nie zrażać do siebie społeczności międzynarodowej, co uniemożliwiało potencjalne manewry oskrzydlające przeciwko słabszym punktom japońskiej linii obronnej.
Do 18 sierpnia 1937 roku chiński atak został odwołany. Operacja Żelazna Pięść okazała się kosztownym przedsięwzięciem dla Chińczyków, którzy ponieśli ciężkie straty w zaciętych walkach miejskich. Japończycy przez ten czas stracili ok. 600 żołnierzy, z czego 134 to zabici, według chińskiego Dziennika Urzędowego.

### Walki miejskie
18 sierpnia 1937 roku do Szanghaju wysłano z Mandżurii kolejnych 1400 japońskich żołnierzy piechoty morskiej. Tego samego dnia chiński generał Chen Cheng dotarł na linię frontu, aby omówić sytuację z Zhangiem Zhizhongiem. Z powodu osłabienia sił, chińscy dowódcy zdecydowali się wysłać do ataku nowo przybyłą, wyszkoloną przez Niemców 36 Dywizję. Połowa sił dywizji otrzymała rozkaz ataku na doki Huishan po północnej stronie rzeki Huangpu, co miało przeciąć japońskie siły na dwie części. Plan zakładał przebicie się przez pięć silnie bronionych skrzyżowań; spodziewano się dużych strat.
19 sierpnia dwa pułki 36 Dywizji rozpoczęły szturm na nabrzeże, stawiając czoła niszczycielskiemu ogniowi japońskich obrońców rozstawionych na dachach i wyższych piętrach budynków wzdłuż ulic. Chińczycy byli również poddawani zaciekłemu ostrzałowi ze strony japońskiej 3 Floty zakotwiczonej w zatoce Huangpu.

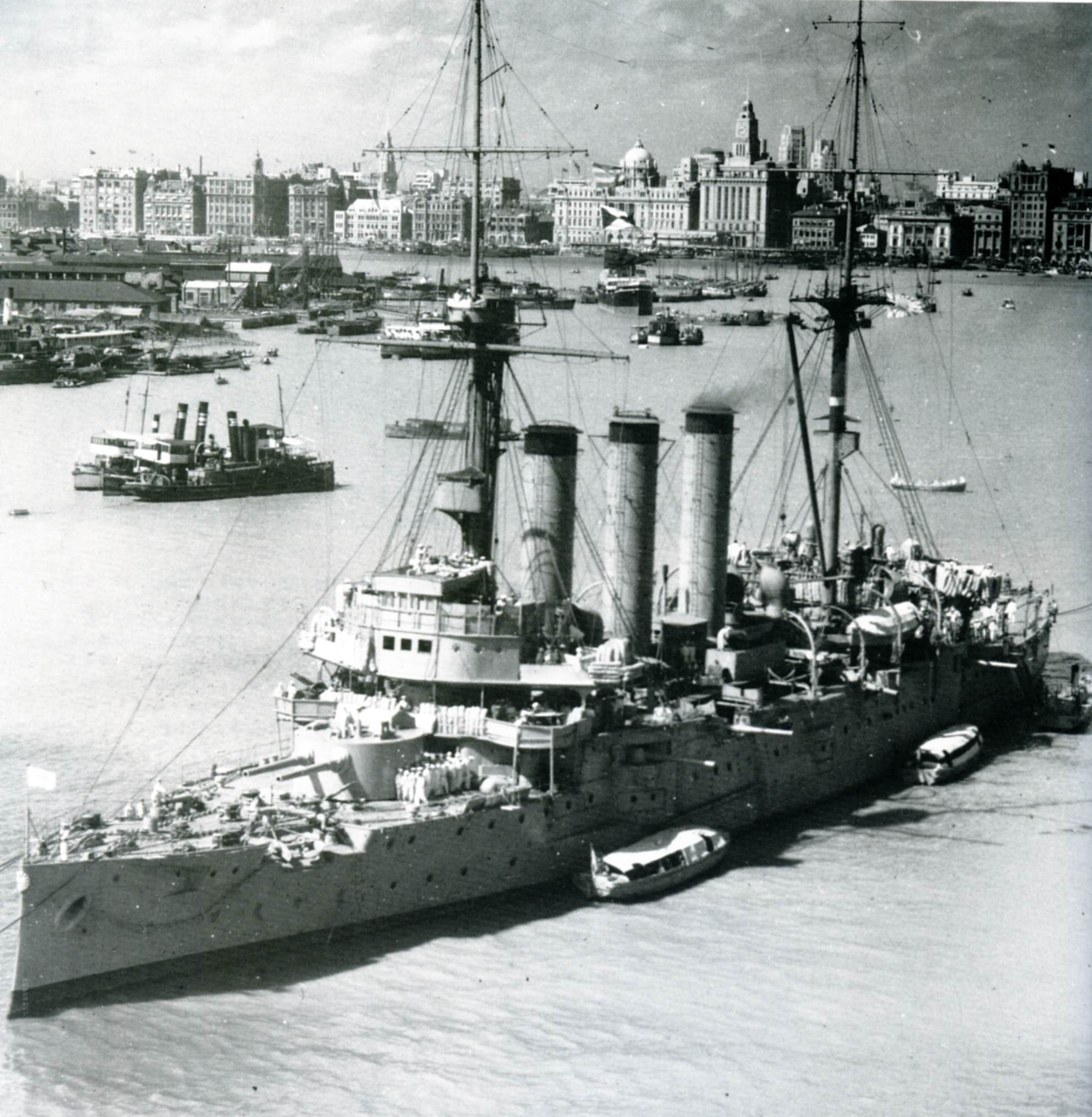
Japoński okręt flagowy „Izumo” cumujący w Zatoce Huangpu, przed Bundem

W tym momencie Chińczycy zdecydowali się na użycie brytyjskich czołgów Vickers 6-Ton, aby wspomóc swoje wojska w ataku. Jednak chińscy żołnierze nie byli odpowiednio przeszkoleni w koordynacji taktyki piechoty i czołgów, przez co te drugie wyrwały do przodu, a piechota nie była w stanie za nimi nadążyć. Bez wystarczającej liczby piechurów, którzy mogliby je chronić, czołgi były narażone na japoński ostrzał przeciwpancerny i stały się bezużyteczne po wkroczeniu do centrum miasta. Nieliczni żołnierze, którym udało się dotrzymać kroku czołgom w trakcie przedzierania się przez kwartały miasta, zostali uwięzieni przez japońskie blokady i zmasakrowani płomieniami z miotaczy ognia oraz intensywnym ostrzałem z karabinów maszynowych.
Na skrzyżowaniu ulic Zhoushan i Kunming, japońskie oddziały piechoty morskiej wykorzystały fortyfikacje i wysokie budynki, aby stawić opór atakującemu 212 Pułkowi. Chińscy żołnierze musieli wykorzystywać ciała poległych jako osłonę, aby dalej nacierać. Dowódca batalionu szturmowego został ranny, a dowódca brygady Chen Ruihe objął dowodzenie w linii, po czym sam został poważnie ranny. 2. batalion 215 Pułku został wysłany w celu wzmocnienia 212 Pułku. Dowódca batalionu Li Zeng zginął natychmiast, a 300 żołnierzy batalionu rzuciło się w alejkę, aby zinfiltrować japońską obronę. W odpowiedzi Japończycy zablokowali wjazd do alejki dwoma czołgami i podpalili okoliczne budynki, zabijając 300 ludzi w ogniu. Japończycy również  ponieśli straty w czołgach w wyniku ognia chińskiej broni przeciwpancernej. Oficer sztabowy 36 Dywizji, Xiong Xinmin, widział, jak chiński żołnierz-samobójca zatrzymał japońską kolumnę czołgów, przywiązując do siebie torbę z granatami, nurkując pod czołgiem i detonując ładunek.

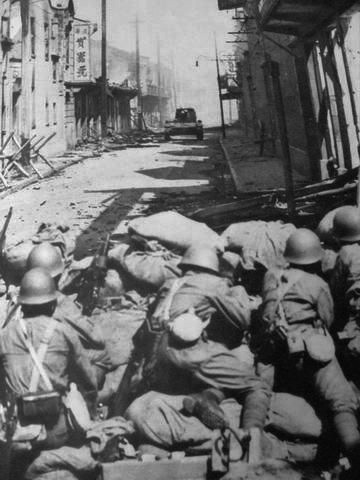
Japońska piechota morska walcząca z chińskim czołgiem Vickers, 22 sierpnia 1937

Pomimo dużych strat, Chińczykom udało się odeprzeć Japończyków. W tym samym czasie 87 Dywizja przebiła się przez japońskie linie w Yangshupu i wraz z 36 Dywizją zepchnęła Japończyków z powrotem do doków Huishan. Do 21 sierpnia 1937 roku chińskim czołgom udało się przedrzeć do Broadwayu, ostatniej ulicy przed Huangpu.
Chińczykom nie udało się jednak dokończyć przełamania, ponieważ Japończycy zajęli pozycje na szczycie wysokich murów otaczających nabrzeże, przez które jedynym wejściem była stalowa brama, odporna na najcięższe działa chińskiej artylerii. Chińscy żołnierze próbujący sforsować bramę zostali ostrzelani ogniem karabinów maszynowych. Japończycy ufortyfikowali również kilka fabryk wzdłuż linii rzeki, takich jak przędzalnia bawełny Gong Da, która mogła oprzeć się chińskiej artylerii.
Chociaż Chińczykom prawie udało się zepchnąć Japończyków do rzeki Huangpu, ich liczba ofiar była niezwykle wysoka. Tylko w nocy 22 sierpnia 36 Dywizja straciła ponad 90 oficerów i tysiąc żołnierzy. Do końca ofensywy 36 Dywizja poniosła ponad 2000 ofiar, z których wiele było ofiarami nieustannego ostrzału z japońskich dział okrętowych. Według raportów bojowych 78 Korpusu, w walkach wokół Yangshupu, w okresie od 19 do 23 sierpnia 1937 roku, 36 Dywizja straciła 1344 zabitych, rannych lub zaginionych.
Japońska piechota morska poniosła w walkach około 900 ofiar, w tym 200 zabitych, według własnych danych. Pomimo strat, kolejna fala posiłków przybyłych z Sasebo 22 sierpnia zwiększyła liczebność japońskiego garnizonu w Szanghaju do 6300 żołnierzy.

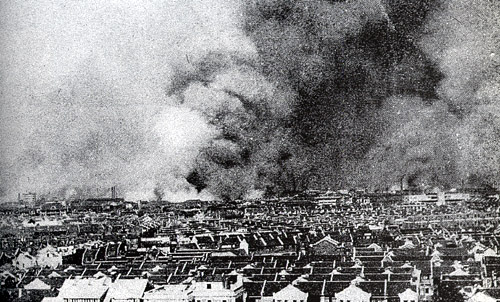
Zhabei w ogniu

Amerykański korespondent Edgar Snow opisywał bitwę obserwując ją ze strefy międzynarodowej: 

Wyglądało to tak, jakby Verdun rozegrało się nad Sekwaną, na oczach neutralnego Paryża na prawym brzegu; jakby bitwa pod Gettysburgiem rozegrała się w Harlemie, podczas gdy reszta Manhattanu pozostała biernym obserwatorem

Naoczny świadek bitwy stwierdził, że:

[...] nie była to już wojna między armiami, lecz między rasami. Z narastającą furią dwaj giganci, niczym dwaj mężczyźni, którzy rozpoczęli walkę bokserską i nagle czują się sparaliżowani nienawiścią, rzucili się sobie do gardeł w szamotaninie, w której jedyną nagrodą była śmierć”

### Operacje lotnicze

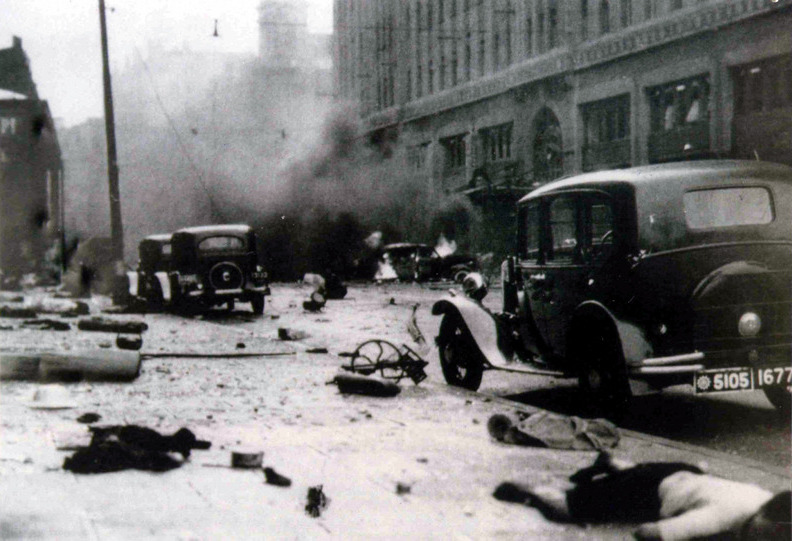
Okolice szanghajskiego Hotelu Cathay po chińskim nalocie bombowym 14 sierpnia 1937

Na początku działań wojennych na froncie chińskie siły powietrzne dysponowały głównie myśliwcami Curtiss Hawk II i Hawk III (wiele z nich produkowano na licencji w zakładach CAMCO w bazie lotniczej Jianqiao) oraz Boeingami P-26 Model 281 Peashooter. Chińscy piloci używali Hawk III w różnych wielozadaniowych operacjach bojowych przeciwko japońskim pozycjom japońskim w Szanghaju i jego okolicach, podczas gdy P-26 zapewniały głównie osłonę eskortową.
14 sierpnia 1937 roku chińskie lotnictwo zbombardowało japoński okręt flagowy „Izumo”. W wydarzeniu, które stało się znane jako „Czarna Sobota”, bomby z chińskich samolotów spadły również na międzynarodową strefę koncesyjną. Podczas gdy chińskim pilotom polecono nie przelatywać nad koncesją, japoński okręt flagowy został zacumowany tuż przed nią, co można porównać do wykorzystania cywilnej enklawy w roli żywej tarczy; w wyniku przypadkowego zrzucenia bomb zginęło od 700 do 950 chińskich cywilów i cudzoziemców, a łącznie 3000 osób poniosło śmierć lub zostało rannych. Większość ofiar śmiertelnych padła w międzynarodowym centrum rozrywki Great World, gdzie gromadzili się cywilni uchodźcy uciekający przed walkami.

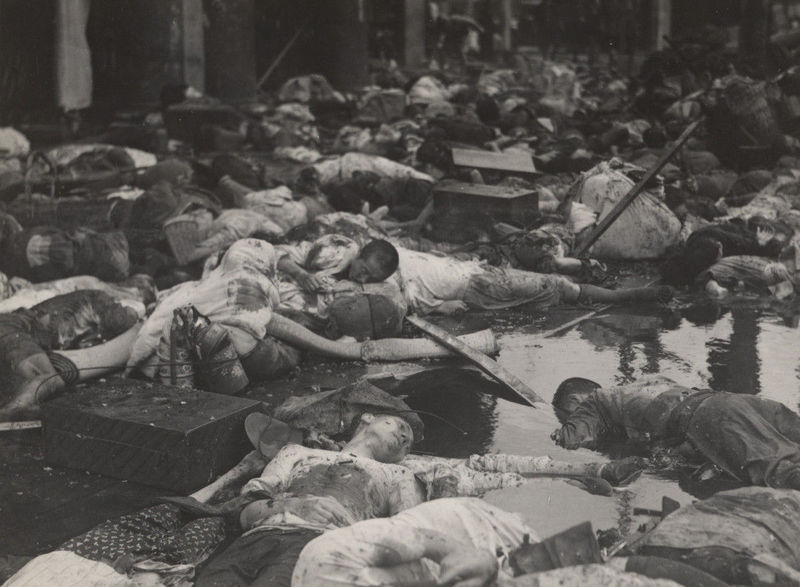
Cywile zabici w wyniku przypadkowego zrzucenia bomb 14 sierpnia w pobliżu Great World

Bombardowanie nie było zamierzonym atakiem na strefę międzynarodową: cztery zbłąkane bomby były przeznaczone na japoński krążownik „Izumo”, który był zacumowany w pobliżu, na rzece Huangpu, w pobliżu Bundu. Dwie eksplodowały na ulicy Nankińskiej, a dwie przed centrum rozrywki Great World przy alei Edwarda VII, zabijając około 2000 osób.
Japońskie samoloty odpowiedziały na atak na „Izumo”, a 4 Grupa Lotnicza stacjonująca w Henanie, pod dowództwem kpt. Gao Zhihanga, zestrzeliła sześć japońskich samolotów, nie ponosząc przy tym żadnych strat (w 1940 roku rząd ogłosił 14 sierpnia Dniem Sił Powietrznych, aby podnieść morale chińskiej ludności). Od 15 do 18 sierpnia Chińczycy walczyli z liczebnie przeważającymi japońskimi siłami powietrznymi w zaciętych starciach powietrznych, w których zniszczono dwie japońskie eskadry. Chińczycy prowadzili wojnę powietrzną wszystkimi posiadanymi samolotami, z których część stanowiły używane maszyny sprowadzone z różnych krajów. Chiny nie były w stanie wyprodukować własnych samolotów, aby zastąpić te utracone w boju i stale brakowało im części zamiennych oraz materiałów eksploatacyjnych.

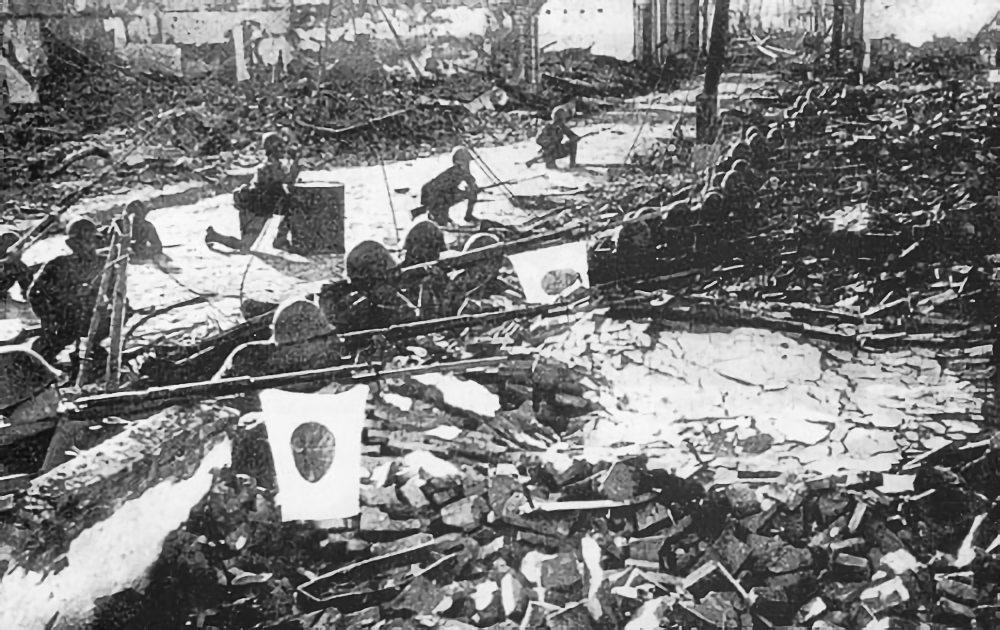
Japońskie wojska w ruinach Szanghaju

Japonia z kolei posiadała prężny przemysł lotniczy, zdolny do projektowania i produkcji zaawansowanych technologicznie samolotów, dzięki czemu mogła z łatwością odrabiać bieżące straty. W związku z tym Chiny nie były w stanie prowadzić równorzędnej wojny powietrznej z Japonią. Chińskie Siły Powietrzne otrzymały jednak bardzo potrzebną pomoc w postaci wielu nowych samolotów myśliwskich na mocy nowego traktatu chińsko-radzieckiego, ponieważ początkowy arsenał samolotów produkcji amerykańskiej stopniowo zanikał w wyniku wyniszczenia w boju.

### Inne wydarzenia

#### Walki wokół Jiangyinu (16 sierpnia – 30 października)
16 sierpnia 1937 roku, 100 kilometrów na północny zachód od Szanghaju, rozpoczęła się bitwa o Jiangyin. Przygotowania do bitwy rozpoczęły się 7 sierpnia, kiedy chiński sekretarz marynarki wojennej Chen Shaokuan nakazał blokadę Jiangyinu siłami pięciu lekkich krążowników i jednego krążownika szkoleniowego, a także kilka min morskich, aby uniemożliwić japońskim okrętom wojennym wejście do rzeki Jangcy. Admirał Kiyoshi Hasegawa z japońskiej 3 Floty nakazał bombardowanie sił w Jiangyinie z powietrza, zarówno samolotami startującymi z pokładów lotniskowców jak i z lotnisk naziemnych, co doprowadziło do zatopienia dziesięciu chińskich okrętów do października. Pomimo tych strat chińska marynarka wojenna odzyskała część dział z zatopionych okrętów i rozmieściła je na lądzie jako baterie nadbrzeżne, utrzymując w ten sposób pozycję obronną w Jiangyinie. Na początku listopada Jiangyin został ostatecznie zdobyty po krótkiej, ale krwawej bitwie, a siły chińskie się wycofały.

#### Mobilizacja armii japońskiej
15 sierpnia Japończycy utworzyli Szanghajską Armię Ekspedycyjną, składającą się z 3. i 11 Dywizji, pod dowództwem gen. Iwane Matsui. 19 sierpnia premier Japonii Fumimaro Konoe ogłosił, że konflikt chińsko-japoński można rozwiązać jedynie poprzez wojnę, niezależnie od prób negocjacji ze strony państw trzecich. Konoe stwierdził, że początkowy plan lokalnego „powstrzymywania” Chińczyków wokół Szanghaju przerodził się w wojnę totalną, której ostatecznym celem jest zmuszenie chińskiego rządu do pełnej współpracy z gospodarczymi i politycznymi żądaniami Japonii. 23 sierpnia 1937 roku Japończycy rozpoczęli kampanię bombardowań Nankinu i innych miast w środkowych Chinach. Tego samego dnia przybyła również Szanghajska Armia Ekspedycyjna.
Na początku bitwy Zhang Zhizhong, jako dowódca 5 Armii i Strefy Wojennej Nankinu-Szanghaju, był odpowiedzialny za prowadzenie operacji sił chińskich. Niepowodzenie początkowej ofensywy chińskiej głęboko zaniepokoiło Czang Kaj-szeka i jego sztab. Czang skrytykował Zhanga za brak wystarczających przygotowań, zwłaszcza w kwestii pozyskania broni zdolnej do zniszczenia japońskich bunkrów, a następnie wysyłania wojsk w potężnych falach, co od samego początku skutkowało niemożliwymi do uzupełnienia stratami w wielu dywizjach. Zhang był również krytykowany za nadmierną pewność siebie i zamiłowanie do organizowania konferencji prasowych dla zagranicznych i chińskich dziennikarzy. Czang Kaj-szek i jego sztab, w tym najbardziej prominentni oficerowie, jak Chen Cheng i Gu Zhutong, zaczęli przejmować obowiązki od Zhanga. Mimo to chińskie ataki przeciwko japońskiemu garnizonowi zakończyły się niepowodzeniem, pomimo przewagi liczebnej nad Japończykami, jak wcześniej wspomniano, z powodu braku ciężkiej broni i złej koordynacji z artylerią.

## Druga faza (23 sierpnia – 26 października)
W miarę jak siły chińskie zaczęły wycofywać się z obszaru Szanghaju, w pobliżu miasta zaczęły lądować kolejne japońskie oddziały, zadając stronie chińskiej ciężkie straty. Walki rozprzestrzeniły się od obszaru metropolitalnego Szanghaju aż do miasteczka Liuhe, w pobliżu wybrzeża, gdzie miała miejsce większość japońskich desantów. Manewr ten Japończycy przeprowadzili już pięć lat wcześniej w czasie kryzysu szanghajskiego w 1932 roku, a zatem należało się go spodziewać.
Siła chińskiej odpowiedzi doprowadziła do znacznego wzmocnienia japońskich jednostek. 11 września 1937 roku Cesarska Kwatera Główna wysłała z Japonii do Szanghaju 9., 13. i 101 Dywizję, 5 Brygadę Ciężkiej Artylerii oraz mieszankę mniejszych jednostek o łącznej sile brygady.

### Japońskie desanty (23 sierpnia – 10 września)
23 sierpnia 1937 roku japońska 3. i 11 Dywizja przeprowadziły desant morski pod osłoną ostrzału artylerii okrętowej i wylądowały w Chuanshakou, Shizilinie i Baoshanie, miejscowościach na północno-wschodnim wybrzeżu, około 50 km od centrum Szanghaju. Japońskie lądowanie na północno-wschodnich przedmieściach Szanghaju oznaczało, że wiele chińskich wojsk, które były rozmieszczone w centrum miasta, musiało zostać przerzuconych na tereny nadbrzeżne, aby odeprzeć desant. W związku z tym linia frontu została wydłużona od metropolii wzdłuż rzeki Huangpu do północno-wschodnich dzielnic nadmorskich. Chińska ofensywa w centrum miasta została wstrzymana, a walki w centrum Szanghaju utknęły w martwym punkcie, przy czym obie strony poniosły ciężkie straty, doprowadzając do minimalnych zmian w przebiegu linii frontu. Chińskie dywizje utrzymywały Zhabei, Jiangwan i inne pozycje w centrum miasta przez trzy miesiące, aż sytuacja w innych obszarach uniemożliwiła strategicznie dalszą obronę.

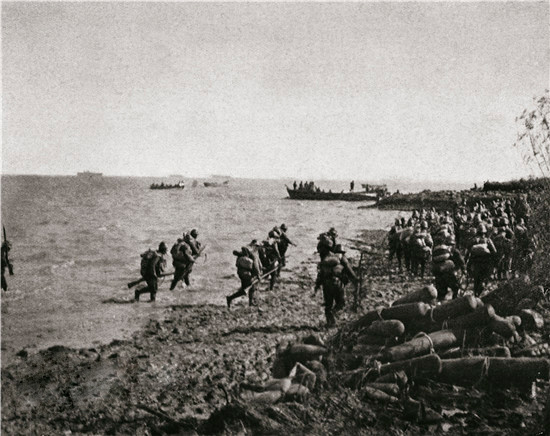
Japońskie desanty morskie

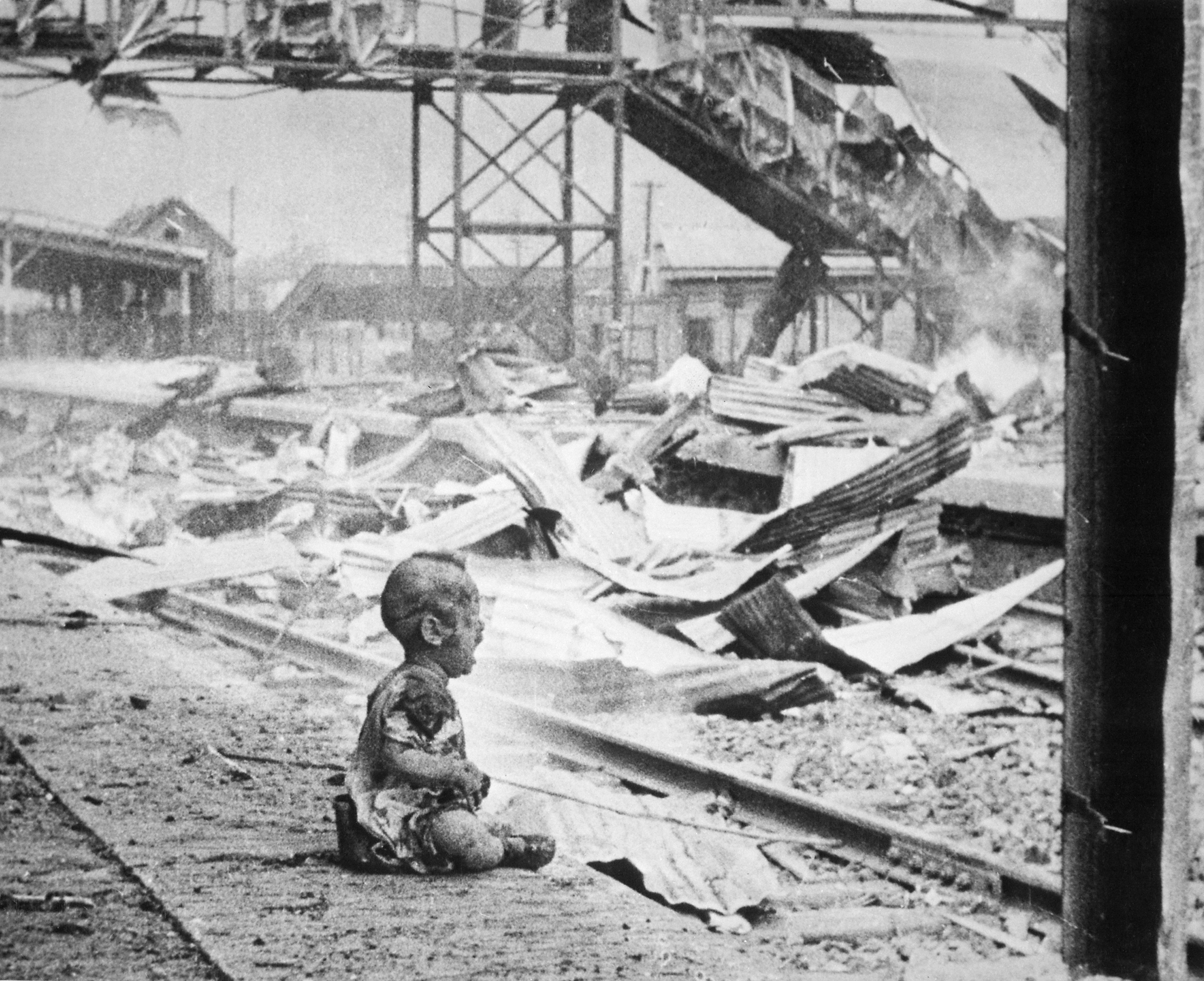
Słynne zdjęcie zatytułowane „Krwawa Sobota”, przedstawiające poparzone i przerażone dziecko na Dworcu Południowym w Szanghaju po ataku lotnictwa japońskiej marynarki wojennej na ludność cywilną, 28 sierpnia 1937

23 sierpnia Szanghajska Armia Ekspedycyjna, dowodzona przez Iwane Matsui, wylądowała w Liuhe, Wusongu i Chuanshakou. Czang Kaj-szek spodziewał się, że te nadmorskie miejscowości będą narażone na japońskie desanty i nakazał Chen Chengowi wzmocnienie tego obszaru 18 Armią. Jednak Chińczycy nie byli w stanie dorównać japońskiej sile ognia. Japończycy prawie zawsze rozpoczynali swoje desanty morskie od ciężkiego bombardowania z morza i powietrza chińskich umocnień i okopów. Nierzadko zdarzało się, że Chińczycy tracili cały garnizon w wyniku tych ostrzałów. Jednak obrońcy niemal natychmiast wzmacniali swoje pozycje, aby stawić czoła japońskim wojskom, które lądowały krótko po bombardowaniu.
Japończycy również ponieśli ciężkie straty w walkach. W jednym przypadku ukryte chińskie stanowisko artyleryjskie w Wusongu zabiło kilkuset japońskich żołnierzy, zanim zostało zneutralizowane. Wśród ofiar, zabitych przez chińskich żołnierzy podczas lądowania, znalazł się kuzyn cesarza Hirohito. Tylko 28 sierpnia 1937 roku dwustu japońskich żołnierzy zginęło podczas próby zdobycia przyczółka w pobliżu nadmorskiego miasteczka Baoshan.

### Walka o wybrzeże (23 sierpnia – 10 września)

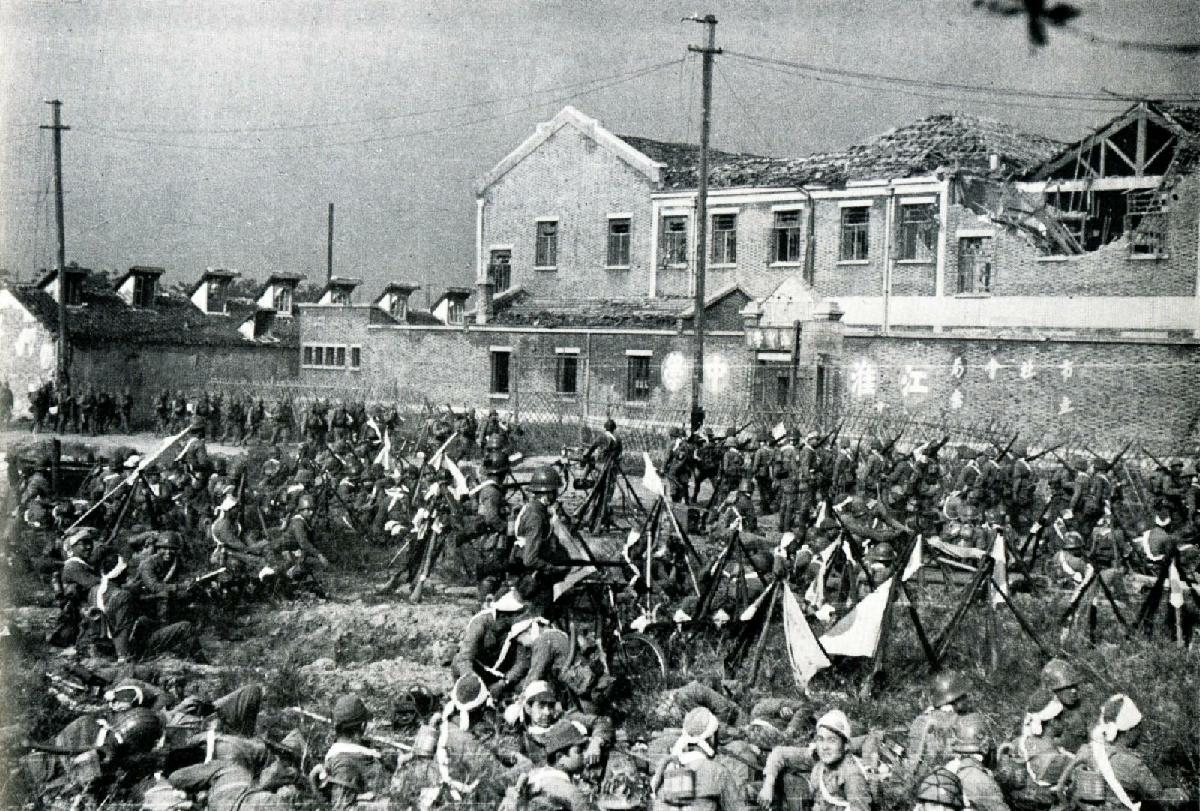
Japońscy żołnierze gromadzą się w miasteczku pod Szanghajem

W ciągu dwóch kolejnych tygodni wojska chińskie i japońskie toczyły zacięte walki w licznych miastach i wioskach wzdłuż wybrzeża. Chińskie wojska odpierające ataki desantowe mogły polegać jedynie na broni małokalibrowej i nie miały wystarczającego wsparcia ze strony lotnictwa ani praktycznie nieistniejącej chińskiej marynarki wojennej. Za obronę płacili słono. Cały pułk mógł zostać łatwo zredukowany do zaledwie kilku ludzi w takiej akcji. Ponadto chińskie umocnienia nadbrzeżne budowano w pośpiechu i nie oferowały one dużej ochrony przed atakami wroga. Co więcej, piaszczysta gleba regionu nadmorskiego utrudniała budowę solidnych fortyfikacji. Wiele okopów zawalało się pod wpływem deszczu. Chińczycy ścigali się z czasem, aby budować i naprawiać te umocnienia, pomimo ciągłego japońskiego ostrzału. Trudności logistyczne również sprawiły, że transport niezbędnych materiałów budowlanych na linię frontu był utrudniony. Chińczycy często musieli rozbierać ruiny domów, aby zdobyć cegły, belki i inne materiały budowlane. Obrońcy walczyli jednak z ogromnym poświęceniem i starali się utrzymać nadmorskie wioski tak długo, jak to możliwe. Japończycy często z powodzeniem zajmowali miasta w ciągu dnia, korzystając z silnego wsparcia artylerii okrętowej, tylko po to, by stracić je w nocy w wyniku chińskich kontrataków. 4 września chińscy żołnierze zabili 200 japońskich żołnierzy próbujących wylądować w pobliżu Szanghaju.

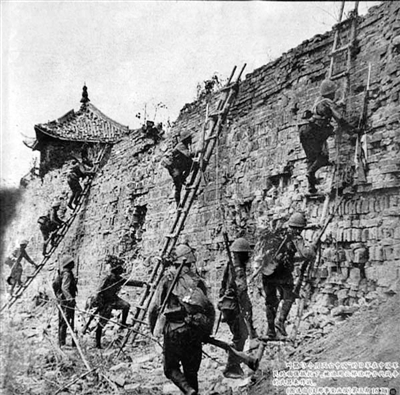
Japońscy żołnierze wspinają się na mury Baoshanu

Przeplatające się ataki i kontrataki trwały aż do końca sierpnia, kiedy upadek Baoshanu, ważnego nadmorskiego miasta, stał się nieunikniony. Czang Kaj-szek nakazał pozostałym oddziałom 98 Dywizji obronę otoczonego murami miasta. Do tego zadania przydzielono jeden batalion pod dowództwem ppłk. Yao Ziqinga. Sytuacja w Baoshanie była poważna, ponieważ Japończycy okrążyli miasto do 5 września. Yao rozkazał jednak swoim ludziom bronić się do upadłego, przysięgając, że sam zginie na posterunku. Kilka japońskich ataków 4 września zostało odpartych z ciężkimi stratami, ale następnego dnia japoński atak czołgów ze wsparciem lotniczym przebił się przez bramę. Chińscy obrońcy byli stopniowo spychani w kurczący się obwód i do zachodu słońca przy życiu pozostało zaledwie 100 żołnierzy. Yao rozkazał jednemu z nich uciec z miasta i przekazać wiadomość o zbliżającym się losie ich jednostki. Żołnierzowi udało się przekazać wiadomość, która brzmiała po prostu: „Jesteśmy zdecydowani kontynuować walkę z wrogiem, dopóki każdy z nas nie zginie”.
Następnego dnia, 6 września 1937 roku, Baoshan upadł. Do tego czasu japońskie ostrzały artyleryjskie obróciły miasto w gruzy, a Yao zginął w walce, tak jak przysięgał. Cały batalion, z wyjątkiem jednego żołnierza wysłanego na zewnątrz w celu przekazania informacji, zginął w akcji. Chińczycy nadal ponosili straty na tym poziomie przez całą kampanię szanghajską.

### Walki wokół Luodianu (11–30 września)
11 września, wraz z upadkiem Baoshanu, chińska armia zajęła pozycje obronne wokół miasteczka Luodian, węzła komunikacyjnego łączącego drogami Baoshan, centrum Szanghaju, Jiading, Songjiang i kilka innych miast. Skuteczna obrona Luodianu miała strategiczne znaczenie dla bezpieczeństwa Suzhou i Szanghaju; już 29 sierpnia niemiecki doradca Alexander von Falkenhausen zalecił Czang Kaj-szekowi utrzymanie miasta za wszelką cenę, ponieważ jest to „najważniejszy punkt strategiczny”.
Japończycy również dostrzegli znaczenie Luodianu i 23 sierpnia wysłali wojska do ataku na miasto. Dwa duże ataki zostały odparte przez chińską 11 Dywizję, która przełamała nieprzyjacielską przewagę w broni pancernej i artylerii, nękając japońskie kolumny w zasadzkach i wciągając je w walki uliczne w Luodianie.

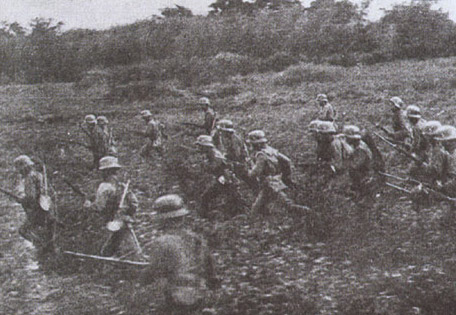
Chińskie wojska atakują Luodian

Aby bronić miasteczka, Chińczycy skoncentrowali tam około 300 000 żołnierzy, podczas gdy Japończycy zgromadzili ponad 100 000 żołnierzy, wspieranych ogniem artyleryjskim, czołgami i samolotami. Skala strat i intensywność walk sprawiły, że bitwa o Luodian zyskała przydomek „młyn krwi i kości”. Japońskie ataki zazwyczaj rozpoczynały się o świcie od intensywnych bombardowań z powietrza, po których następowało wypuszczenie balonów obserwacyjnych w celu dokładnego określenia lokalizacji pozostałych chińskich pozycji do punktowego ostrzału artyleryjskiego i morskiego. Japońska piechota miała następnie nacierać pod zasłonami dymnymi, wspierana przez pojazdy pancerne. Japońskie samoloty również miały towarzyszyć piechocie i ostrzeliwać chińskie posiłki. Bitwa o Luodian naznaczona była krwawymi walkami ulicznymi, a walka wręcz czyniła Chińczyków równymi Japończykom.

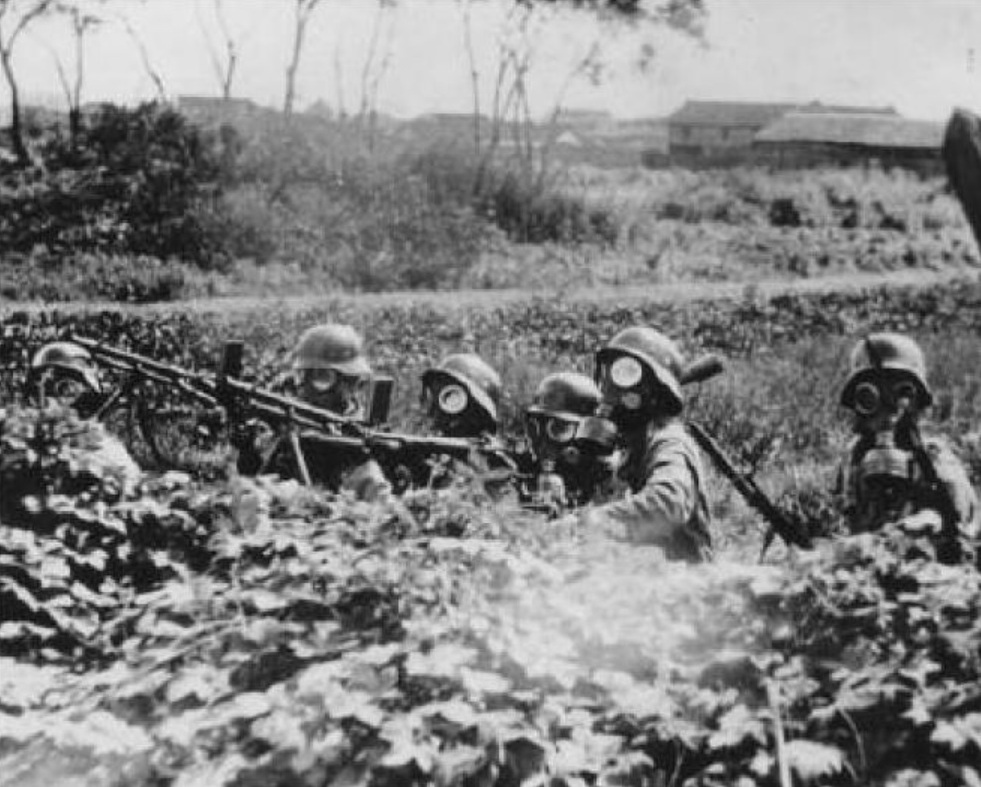
Chińscy żołnierze w pobliżu Luodianu wyposażeni w maski przeciwgazowe

Chińska obrona była uparta nawet w obliczu przytłaczającej siły ognia. W nocy chińscy żołnierze zaminowywali drogi łączące nadmorskie miejscowości z Luodianiem i toczyli nocne walki, aby odciąć nacierające japońskie oddziały. O świcie Chińczycy obsadzali czołowe linie obronne stosunkowo niewielką liczbą żołnierzy, aby zminimalizować straty w wyniku intensywnych japońskich bombardowań. Następnie, gdy po ustaniu ataków morskich i artyleryjskich rozpoczynał się atak sił lądowych, Chińczycy wychodzili z tylnych pozycji, aby kontratakować wroga.
44 Pułk Piechoty japońskiej 11 Dywizji znajdował się w impasie z 1. batalionem 65 Pułku chińskiej 11 Dywizji w „białym domu” od czasu zajęcia Luodianu. 19 września saperzy wykopali tunel prowadzący do „białego domu”. 23 września 44 Pułk Piechoty wykorzystał tunel do podłożenia ładunków wybuchowych na murach i szturmował fortyfikacje przez uczynione w ten sposób wyłomy. Obrońcy zostali zmuszeni do odwrotu po poniesieniu ponad 50% strat, a pozycja została zajęta. Pomimo utraty „białego domu”, Lin Yindong , dowódca 1. batalionu, otrzymał Medal Sił Zbrojnych i awansował na podpułkownika oraz został attaché pułkowym 66 Pułku za utrzymanie „białego domu” przez prawie miesiąc w obliczu przeważających liczebnie sił wroga.
Pomimo przewagi liczebnej, obrona Luodianu ostatecznie okazała się dla Chińczyków niemożliwa. Japońska przewaga w sile ognia zmusiła Chińczyków do przyjęcia biernej pozycji, z której nie mogli przeprowadzać kontrataków, dopóki Japończycy nie byli praktycznie tuż przed nimi. Z tego powodu podjęto decyzję o obronie całego miasta aż do śmierci, co znacznie przyspieszyło tempo wyniszczenia w szeregach chińskich. Straty w grupie armii gen. Chen Chenga przekroczyły 50%, sięgając ponad 15 000 ofiar. Jednostki 19 Grupy Armii Xue Yue również brały udział w walkach na południowy zachód od Luodianu i poniosły ciężkie straty. 59. i 90 Dywizja 4 Korpusu poniosła straty rzędu 70–80% w ciągu zaledwie pięciu dni. Brygada szkoleniowa 66 Korpusu straciła 3003 żołnierzy po kilku dniach walk. Do końca września Chińczycy byli niemal całkowicie wykrwawieni i zmuszeni do oddania Luodianu.

### Bitwy o Liujiahang i Gujiazhai (12 września – 2 października)
Do 12 września 1937 roku Luodian, Wusong, Baoshan, Yuepu i Yanghang upadły. Japońska 11 dywizja ścigała 15 Grupę Armii Chen Chenga na południowy zachód od Luodianu, a japońska 3 Dywizja próbowała zdobyć pozycje w Liujiahangu i Gujiazhai na prawym skrzydle 15 Grupy Armii. 3 Dywizja po raz pierwszy nawiązała kontakt z 78 Dywizją 1 Korpusu w pobliżu Gushifangu 12 września. 13 września 18. i 34 Pułk Piechoty przypuściły bezpośredni atak na zewnętrzne pozycje chińskiej obrony, wspierane przez artylerię, naruszając pozycje 32 Dywizji Armii Północno-Zachodniej. Pozycje 464 Pułku 78 Dywizji w Qinjiatang zostały zniszczone i wkrótce zajęte przez 18 Pułk Piechoty. 3 Pułk 1 Dywizji otrzymał rozkaz zajęcia pozycji w Chenzhai i Wangzhai, aby zablokować dalszy postęp Japończyków. 86 Pułk 15 Dywizji Armii Hunanu współpracował z 464 Pułkiem, aby zaatakować 18 Pułk Piechoty z trzech stron, zmuszając japoński pułk do wycofania się w kierunku Qinjiatang. Tej nocy 1., 15. i 32 Dywizja wykorzystały ulewny deszcz, aby rozpocząć zmasowany atak, odbijając Qinjiatang i pozycje 32 Dywizji, które zostały utracone w ciągu tego dnia. Wczesnym rankiem 14 września 3 Pułk odparł atak 18 Pułku Piechoty w Yangjiufangu, a 78 Dywizja walczyła zaciekle przez cały dzień. 34 Pułk Piechoty napotkał zaciekły opór 32 Dywizji i poczynił niewielkie postępy. 15 września pozycje 32 Dywizji w Xiaozhuzhai i Huoshachangu zostały zdobyte przez 34 Pułk Piechoty, a chińska dywizja poniosła bardzo ciężkie straty. 78 Dywizja odparła kilka japońskich ataków w Douzhai i Zitenghai.
16 września 1937 roku pozycje 709 Pułku 37 Samodzielnej Brygady i 86 Pułku na linii Yangjiayan zostały przełamane. 2. batalion 2 Pułku 1 Dywizji i 95 Pułk 16 Dywizji przeprowadziły kontratak na 18 Pułk Piechoty i ustabilizowały linię. 86 Pułk wycofał się z powodu ciężkich strat i został zastąpiony przez 2 Pułk. W tym samym czasie 34 Pułk Piechoty rozpoczął zaciekły atak pod osłoną artylerii i lotnictwa. 1. batalion zaatakował 85 Pułk 15 Dywizji przy moście Yangmu, zadając chińskiemu pułkowi bardzo ciężkie straty. 89 Pułk wzmocnił 85 Pułk i powstrzymał atak. Wieczorem 12. kompania 3. batalionu zdobyła pozycję w Jinjiawan. 96 Pułk 16 Dywizji został szybko wysłany na front i rozpoczął ofensywę na Jinjiawan o świcie następnego dnia.
17 września 1937 roku 18 Pułk Piechoty zaatakował pozycje 1 Dywizji na moście Xisheng i linii Chenzhai, zdobywając pozycję 2. batalionu 2 Pułku i zadając mu ciężkie straty. Następnie japoński pułk zaatakował Zhangzhai i zdobył Wangzhai. Chiński 337 Pułk 57 Dywizji przeprowadził kontratak i odzyskał Wangzhai. Następnie japoński 18 Pułk Piechoty przypuścił zaciekły atak na Wangzhai pod osłoną artylerii i ponownie zajął pozycję, która została ponownie odzyskana po kontrataku 4 Pułku 1 Dywizji. Podczas gdy 96 Pułk atakował Jinjiawan, nowo przybyła 475 Brygada 159 Dywizji 66 Korpusu Armii Kantońskiej również rozpoczęła atak przeciwko 34 Pułkowi Piechoty, wspierana przez 85. i 89 Pułk 15 Dywizji. Jednocześnie 34 Pułk Piechoty wysłał 2. i 3. batalion, wspierane przez artylerię, na ratunek 12. kompanii. W czasie zaciętych walk 16 Dywizja wysłała batalion, aby zaatakował wroga za pośrednictwem 85. i 89 Pułku. Dwa bataliony 34 Pułku Piechoty nie zdołały dotrzeć do Jinjiawanu, aby uratować okrążoną kompanię i wycofały się. Chińskie jednostki oczyściły pozycję, a 12. kompania została unicestwiona.
18 września 1937 roku 18 Pułk Piechoty kontynuował ataki na Zhangzhai i Wangzhai, zdobywając Wangzhai i zadając ciężkie straty 3. kompanii 1. batalionu 2 Pułku. Li Youmei, dowódca 4 Pułku, poprowadził swoje wojska do kontrataku na japoński pułk. W ciągu dnia Wangzhai wielokrotnie przechodziło z rąk do rąk, a dowódca pułku Li Youmei zginął w zaciętych walkach. 95 Pułk otrzymał rozkaz zajęcia pozycji 4 Pułku. O północy 66 Korpus (z wyjątkiem Brygady Szkoleniowej) i 77 Dywizja zajęły pozycje 15. i 32 Dywizji. 15 Dywizja odpowiadała za obronę pozycji w pobliżu Liujiahangu, a 32 Dywizja została wycofana w celu uzupełnienia, zredukowana do zaledwie ok. 900 żołnierzy po prawie tygodniu walk. Brygada Szkoleniowa 66 Korpusu otrzymała wcześniej rozkaz zastąpienia 14 Dywizji na pozycjach na południowy zachód od Luodianu.
19 września 1937 roku 18 Pułk Piechoty ponownie wdarł się do Wangzhai, miażdżąc 2. kompanię 4 Pułku. 468 Pułk 78 Dywizji szybko wysłał kompanię do kontrataku u boku 4 Pułku i walczył zaciekle aż do następnego dnia, aby odzyskać tę pozycję. 20 września 169 Brygada 57 Dywizji zajęła pozycje 1 Dywizji w Zhangzhai, Wangzhai i Wangjiufangu. Tego samego dnia 3. batalion 339 Pułku Brygady został zaatakowany przez 18 Pułk Piechoty pod Wangzhai i utrzymał pozycję, mimo że stracił ponad połowę swoich żołnierzy. 21 września 78 Dywizja, która broniła Douzhai od 16 września, została zastąpiona przez nowo przybyłą hunańską 8 Dywizję. W rejonie Jinjiawanu 159 Dywizja i 34 Pułk Piechoty zwarły się w kilkudniowej walce, ponosząc ciężkie straty. O świcie 23 września w 952 Pułku, który był główną siłą obronną, zdolny do walki był tylko jego dowódca, jeden dowódca kompanii i nieco ponad 100 żołnierzy. 23 września 3 Dywizja ostrzelała pozycje 66 Korpusu zaciekłym ogniem artyleryjskim. Siedem kompanii 159 Dywizji i dwie kompanie 160 Dywizji zostały całkowicie unicestwione w wyniku intensywnego ostrzału, a na pozycjach obronnych nikt nie przeżył. 34 Pułk Piechoty ostatecznie zajął Jinjiawan i Seli. W ciągu zaledwie tygodnia walk 159 Dywizja trwale utraciła skuteczność bojową, a trzy z jej czterech pułków miały łącznie nieco ponad 1000 żołnierzy.
22 września 1937 roku do bitwy dołączył 68 Pułk Piechoty. Od 21 do 24 września 18 Pułk Piechoty przeprowadził serię zaciekłych ataków na pozycje pod Chenzhai, Zhangzhai, Wangzhai i Wangjiufangiem, napotykając opór 57 Dywizji. Do 24 września, z powodu ciężkich strat, 66 Korpus i 77 Dywizja musiały skrócić swoje linie obrony, a 159 Dywizja wycofała się z pola bitwy, przekazując swoje pozycje 160 Dywizji. 25 września 8., 16. i 57 Dywizja 69 Korpusu również otrzymały rozkaz wycofania się na drugą linię obrony.
Gdy większość chińskich jednostek wycofała się na wyznaczone pozycje, niektóre z nich pozostały z przodu, aby zapewnić wycofującym się kolegom osłonę. 25 września 1937 roku 461 Pułk 77 Dywizji został zaatakowany, utrzymując swoją pierwotną pozycję i poniósł ciężkie straty, które zmusiły go do odwrotu. Gdy chińskie jednostki się wycofywały, japoński 18., 34. i 68 Pułk Piechoty ruszyły w pościg, zajmując opuszczone pozycje i walcząc z chińskimi jednostkami straży tylnej. 28 września do bitwy dołączyły 6 Pułk Piechoty 3 Dywizji i 101 Dywizja. Następnego dnia 9 Dywizja również wzięła udział w ataku na Liujiahang. 30 września 6. i 68 Pułk Piechoty rozpoczęły zmasowany atak na 15. i 77 Dywizję na pozycjach w Taipingqiao i Wanqiao, zadajac ciężkie straty 77 Dywizji. 19 Pułk Piechoty 9 Dywizji również zaatakował w tym samym czasie co 3 Dywizja. Wieczorem tego samego dnia 3 Front Wojskowy nakazał wojskom z Liujiahangu i okolicznych miejscowości wycofanie się do Chenjiahangu i Guangfu na zachodnim brzegu rzeki Wenzaobin. 1 października Liujiahang został zajęty przez 34 Pułk Piechoty. Następnego dnia wycofały się również 8. i 16 Dywizja, a armia japońska zajęła Gujiazhai.
Krwawa bitwa drogo kosztowała chińską armię. Same 159. i 160 Dywizje 66 Korpusu poniosły 7113 ofiar. 15 Dywizja straciła ponad trzy czwarte stanu osobowego i została zredukowana do siły dziewięciu kompanii. 8., 16. i 57 Dywizja 69 Korpusu oraz 1. i 78 Dywizja 1 Korpusu poniosły ciężkie straty. Luo Lin, dowódca 77 Dywizji, został objęty śledztwem w związku z odwrotem z Taipingqiao. Chen Cheng wskazał, że dywizja straciła ponad 3000 ludzi podczas obrony mostów i zażądał złagodzenia kary dla dowódcy dywizji. Z drugiej strony, japońska 3 Dywizja również poniosła ciężkie straty. Sam jej 34 Pułk Piechoty poniósł w bitwie około 1300 ofiar.
W trakcie bitwy 1., 78., 32. i 159 Dywizja zostały tymczasowo wycofane w celu odpoczynku i reorganizacji po poniesieniu ciężkich strat. Pozostała część 66 Korpusu, 15 Dywizji i 77 Dywizji również zostały tymczasowo wycofane na odpoczynek po upadku Liujiahangu. 8. i 16 Dywizja zostały przeniesione na linię Tangqiao – Lujiaqiao – Chenjiahang i współpracowały z elementami Korpusu Policji Podatkowej, tworząc silną barierę obronną i stawiając opór japońskiej 9 Dywizji przez następny tydzień. 57 Dywizja została przeniesiona w rejon Mengjiazhai.

### Bitwa o potok Wusong i Dachang (1–26 października)

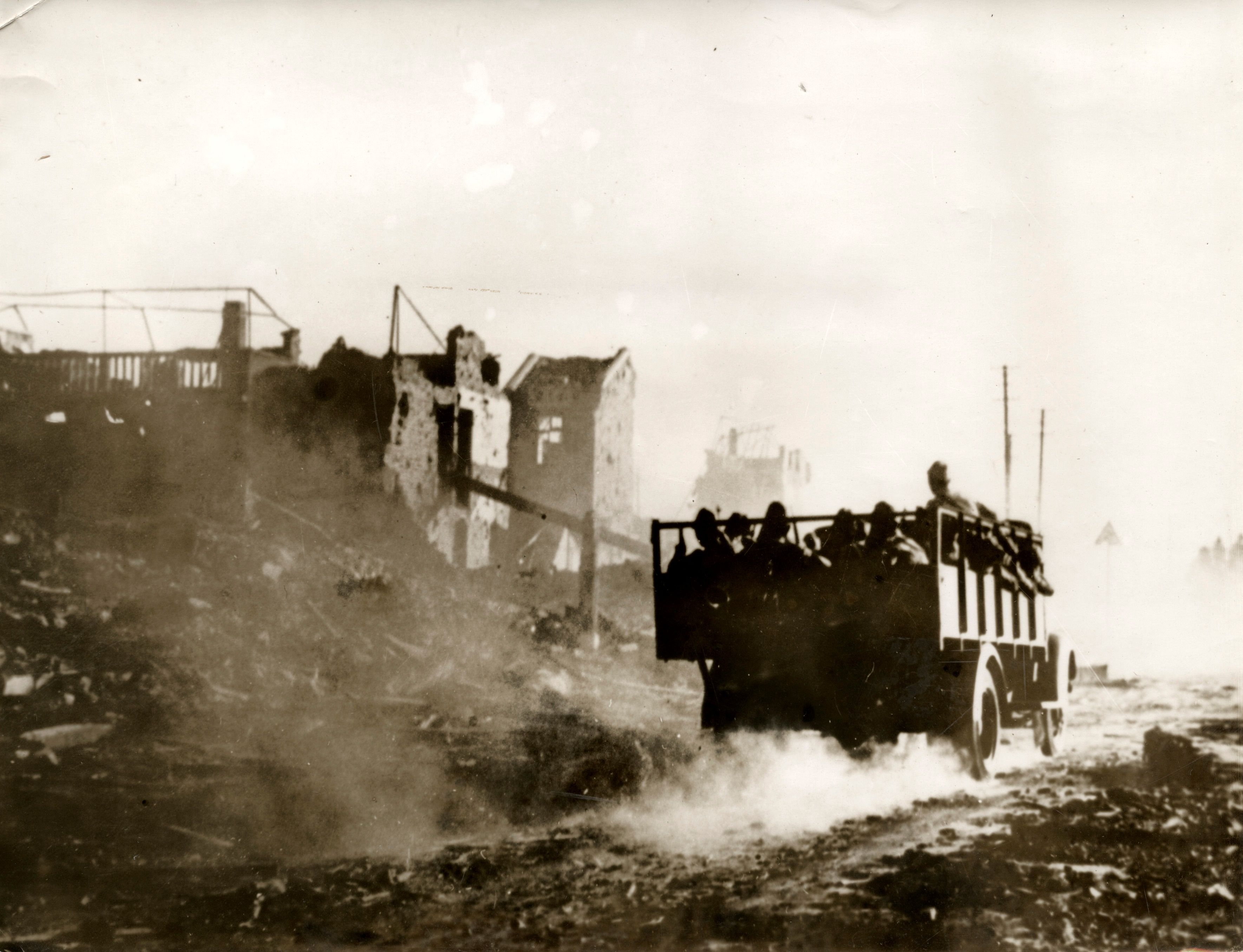
Japońska ciężarówka transportuje wojska przez ruiny Szanghaju, 24 września 1937

Do 1 października Japończycy zwiększyli liczebność wojsk w regionie Szanghaju do ponad 200 000. Wojska japońskie zaatakowały również miasto Liuhang, położone na południe od Luodianu. W ten sposób linia frontu przesunęła się dalej na południe, na brzegi potoku Wusong. Japończycy zamierzali przekroczyć rzekę i zdobyć otoczone murem miasto Dachang, które stanowiło łącznik komunikacyjny między chińskimi wojskami w centrum Szanghaju a północno-zachodnimi miastami peryferyjnymi. Gdyby Dachang upadł, chińskie wojska musiałyby porzucić pozycje w centrum Szanghaju i na wschód od rzeki Huangpu, aby uniknąć okrążenia przez Japończyków. Obrona Dachangu miała więc kluczowe znaczenie dla tego, jak długo chińska armia mogła kontynuować walkę w strefie działań wojennych pod Szanghajem; w tym celu Czang Kaj-szek zmobilizował wszystkie pozostałe wojska, jakie udało mu się znaleźć. W tym samym czasie po stronie japońskiej, aby zrekompensować niedobory artylerii, gen. Matsui zgromadził cztery dywizje, liczące około 60 000 ludzi, na 9,5-kilometrowym froncie, aby przełamać chińskie linie poprzez brutalne ataki frontalne.

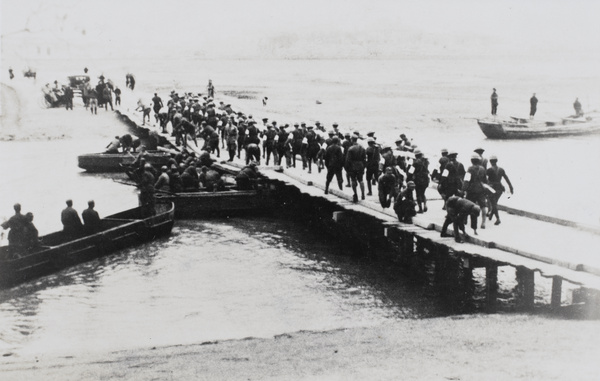
Japońscy żołnierze przechodzą przez most pontonowy w obszarze nadrzecznym na północ od Szanghaju

Chińczycy skoncentrowali swoją linię obronną na potoku Wusong, naturalnej pozycji obronnej z dwumetrowym nasypem i szerokością dochodzącą do 90 metrów. Chińczycy, ucząc się od swoich niemieckich doradców, ufortyfikowali południowy brzeg gęstą siecią umocnień, w tym drutem kolczastym, gniazdami karabinów maszynowych, stanowiskami artyleryjskimi, schronami i okopami. Cywilne budynki i gospodarstwa rolne wzmocniono workami z piaskiem i drutem kolczastym, a drzewa wycięto, aby zapewnić otwarte pole ostrzału.
5 października 1937 roku siły japońskie rozbiły chińską obronę po drugiej stronie potoku Wusong, ale natychmiast napotkały silny opór. Chińczycy zaciekle bronili się przed atakiem, ostrzeliwując japońskie przyczółki skoncentrowanym i skoordynowanym ogniem artyleryjskim z sześciu batalionów artylerii, wzmocnionych działami przeciwlotniczymi kal. 20 mm i 37 mm w celu ochrony przed japońskimi samolotami.

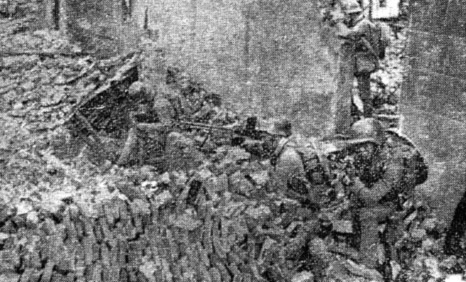
Chińscy żołnierze w pobliżu zbombardowanego budynku

Obie armie toczyły ze sobą walki na krótkim dystansie, z niewielkimi zmianami przebiegu linii frontu. Walki o każdy dom były powszechne, a w najbardziej zaciętych momentach pozycje te przechodziły z rąk do rąk nawet pięć razy dziennie. W tej brutalnej walce chińscy żołnierze walczyli na śmierć i życie, nawet gdy byli okrążeni bez nadziei na przebicie się, co wynikało z japońskiego zwyczaju niebrania jeńców. Na opanowanych pozycjach japońscy żołnierze często znajdowali ciała martwych chińskich żołnierzy, niektórych o dziecięcych rysach twarzy, ściskających broń, jakby „ich duchy powróciły, by kontynuować opór”. W jednym przypadku wioska Tangbeizhai została obroniona przed japońską kolumną przez jednego chińskiego żołnierza, ponieważ reszta jego batalionu została już zniszczona we wcześniejszych walkach. W innym przypadku, 18 października, Japończycy otoczyli oddział 1400 chińskich żołnierzy w pobliżu Dachangu; zginęli wszyscy co do jednego, zabierając ze sobą ok. 3000 atakujących ich Japończyków.
Od 11 września do 20 października armia japońska na tym odcinku zdołała posunąć się zaledwie o 5 km. To właśnie w tych walkach Japończycy ponieśli największe straty w całej kampanii, szacowane na 25 000 ofiar, z czego około 8000 zginęło w ciągu 20 dni, od 5 do 25 października. Sama 101 Dywizja straciła 3000 żołnierzy w ciągu czterech dni walk nad potokiem Wusong, a 9 Dywizja straciła 9556 żołnierzy, przebywszy zaledwie ok. 4 km.

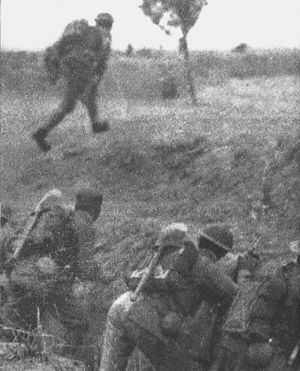
Chińscy żołnierze podczas walk w okopach

Pomimo ciężkich strat, Japończycy ostatecznie przełamali linię obrony nad potokiem Wusong, przejmując most Tangqiaozhan z rąk chińskiej Dywizji Policji Podatkowej po dwóch dniach intensywnych walk. Mimo że Japończycy przebili się przez linię potoku Wusong, dalej napotkali kolejne pasy podobnych umocnień, zbudowanych wokół szeregu cieków wodnych, zakotwiczonych w potoku Zoumatang. Obie armie ugrzęzły w walce okopowej na niemal zastygłej linii frontu, a ulewne deszcze przekształciły teren w błotnisty krajobraz.
14 października 1937 roku Armia Guangxi pod dowództwem Li Zongrena i Bai Chongxi w końcu przybyła, by dołączyć do Armii Centralnej Czang Kaj-szeka w bitwie o Szanghaj. Te jednostki, w sumie cztery dywizje, przeprowadziły następnie ostatnią kontrofensywę 21 października, próbując w pełni skonsolidować chińskie pozycje wokół Dachangu i odbić brzegi potoku Wusong. Kontrofensywa była jednak słabo skoordynowana, ze słabym rozpoznaniem i szybko utknęła w martwym punkcie, pomimo początkowych sukcesów. Japończycy przeprowadzili kontratak przy użyciu artylerii, czołgów i gazów bojowych 23 października, a japońskie samoloty siały spustoszenie wśród chińskich dywizji przez cały dzień. Operacja została przerwana, co kosztowało dywizje Guangxi ponad 2000 ofiar, w tym kilkudziesięciu oficerów. W ciągu zaledwie ośmiu dni 21 Grupa Armii z Armii Guangxi straciła dwie trzecie swoich żołnierzy, a 48 Korpus stracił 9731 zabitych, rannych lub zaginionych.

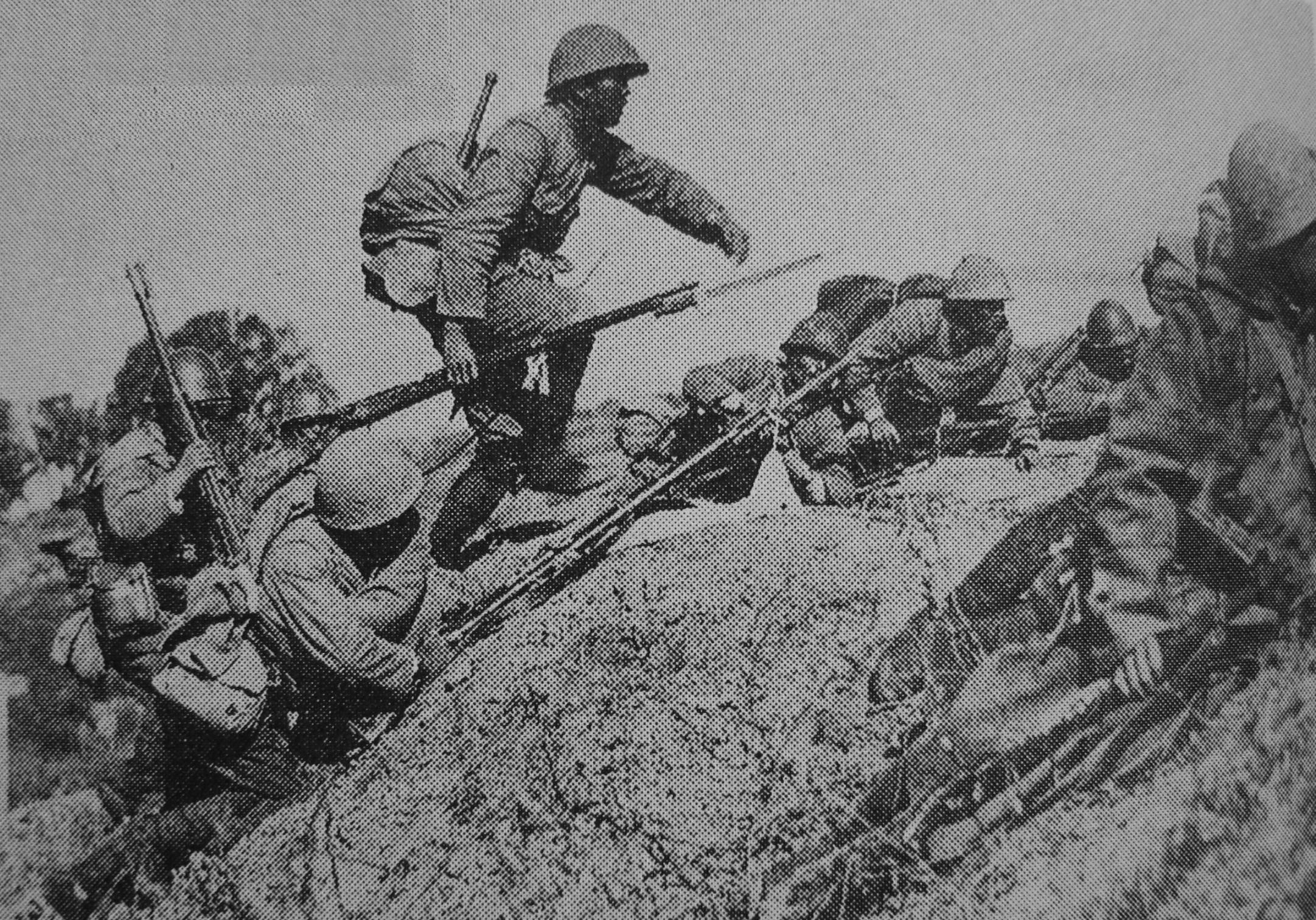
Japońskie wojska atakują w pobliżu Dachangu, 26 października

Po nieudanej kontrofensywie gen. Matsui nakazał swoim dywizjom natarcie w kierunku potoku Zoumatang. Chińczycy, wyczerpani walkami w październiku, rozpoczęli wycofywanie swoich wojsk na linię obronną za potokiem Suzhou. Japończycy, wspierani przez czołgi i samoloty, zdobyli dwa mosty nad potokiem Zoumatang i zepchnęli pozostałe siły chińskie z powrotem do Dachangu. Resztki 3 Dywizji, 87 Dywizji oraz 106 Brygady 36 Dywizji i niedawno przybyłej 18 Dywizji otrzymały zadanie obrony Dachangu i okolic po wycofaniu się z Wenzaobinu. Japończycy użyli wówczas około 700 dział i 400 samolotów, w tym 150 bombowców, do ataku na Dachang i zrównali miasto z ziemią. Następnie zaatakowali pancerną szpicą złożoną z ok. 40 czołgów. Chińscy obrońcy, którzy wcześniej wycofali artylerię na bezpieczniejsze pozycje, zostali przytłoczeni ogniem i zmiażdżeni. Walki trwały do 26 października, kiedy to Dachang ostatecznie upadł. Czując się odpowiedzialnym za tę klęskę, Zhu Yaohua, dowódca 18 Dywizji, próbował popełnić samobójstwo, ale przeżył postrzał. Teraz chińskie wojska nie miały innego wyjścia, jak wycofać się z centrum Szanghaju, które utrzymywały przez prawie trzy miesiące.

### Walki pod Guangfu (2 października – 1 listopada)
1 października 1937 roku nowo przybyła hunańska 13 Dywizja zajęła wysunięte pozycje w Guangfu i Zhubeizhai. 3 października japońska 9 Dywizja, opierając się na raportach wywiadowczych Chińskiej Armii Ekspedycyjnej i rozpoznaniu lotniczym, uznała, że duża liczba chińskich żołnierzy gromadzi się w pobliżu Guangfu po wycofaniu się z Liujiahangu. 2 i 3 października 18 Brygada Piechoty z japońskiej dywizji przypuściła ataki na pozycje 73. i 77 Pułku chińskiej 13 Dywizji, wspieranej przez lotnictwo i artylerię. Oba pułki poniosły ciężkie straty, ale powstrzymały japoński atak. Jednocześnie chińska 9 Dywizja otrzymała rozkaz natarcia na obszary Yujiazhai, Beiying i Zhangpuqiao, aby wesprzeć 13 Dywizję. 4 października japońska armia zbombardowała pozycje Wuzhai i Zhangjiazhai. 18 Brygada Piechoty przypuściła zaciekły atak na pozycje na północ od Guangfu, ale została rażona kontratakiem chińskiej 13 Dywizji. Japońska dywizja również przekroczyła rzekę Yangjing, ale napotkała zacięty opór i nie była w stanie posunąć się dalej. Tego dnia 13 Dywizja straciła większość jednego batalionu i dwie trzecie innego batalionu. Japońska dywizja również poniosła znaczne straty, a jej 1. batalion 19 Pułku Piechoty stracił 40 zabitych i 82 rannych w trzydniowej bitwie. 5 października japońska 9 Dywizja zwróciła się na Chenjiahang, a odpowiedzialność za zdobycie Guangfu została przekazana 13 Dywizji.
Po zakończeniu przygotowań do ofensywy, japońska 13 Dywizja rozpoczęła atak 12 października 1937 roku, wsparta przez 65. i 104 Pułk Piechoty, wspierana przez artylerię, lotnictwo i saperów. Napotkała jednak zaciekły opór chińskiej 13 Dywizji pod Laoluzhai i nie poczyniła trwałych postępów aż do 17 października. Podobnie jej ataki na pozycje 958 Pułku 160 Dywizji 66 Korpusu pod Sanjiacunem były stale odpierane. Wszelkie zyski zostały utracone tego samego dnia w wyniku chińskich kontrataków, a obie strony poniosły ciężkie straty.
18 października, po całym dniu zaciętych walk, 65 Pułk Piechoty zajął północną część Laoluzhai, a 104 Pułk Piechoty zdobył róg Sanjiacun. W tym samym czasie 958 Pułk został zastąpiony przez 959 Pułk z powodu ciężkich strat. Następnego dnia 65 Pułk Piechoty, wspierany przez 39 haubic i główne siły pułku artylerii 13 Dywizji, wielokrotnie atakował pozycje pod Laoluzhai, w pewnym momencie przebijając się przez chińską obronę, ale został natychmiast odparty przez kontratak chińskiej 13 Dywizji. W wyniku ciężkich strat poniesionych w wielodniowych walkach chińska dywizja musiała rozmieścić batalion inżynieryjny i kompanię sił specjalnych na pierwszej linii obrony. 104 Pułk Piechoty ostrzeliwał pozycję w Sanjiacunie przez cały dzień, powodując ponad 50% strat w szeregach 1. batalionu 959 Pułku. 20 października 104 Pułk Piechoty, przy bliskim wsparciu lotniczym i artyleryjskim, ostatecznie przełamał pierwszą linię obrony w Sanjiacunie, zabijając wszystkich obrońców. 21 października 58 Pułk Piechoty rozpoczął zmasowany atak pod osłoną lotnictwa i artylerii na pozycję chińskiej 13 Dywizji w Xinmuqiao. Chińska dywizja stawiała opór z całych sił, ale jednostka była już wyczerpana po dwóch tygodniach walk. Xinmuqiao upadło, a 58 Pułk Piechoty próbował wykorzystać tę sytuację, by za jednym zamachem zdobyć także Guangfu, ale został powstrzymany przez resztki chińskiej 13 Dywizji wspieranej przez batalion 160 Dywizji. 116 Pułk Piechoty zaatakował i zajął Daijiazhai na południe od Xinmuqiao, aby wesprzeć 58 Pułk Piechoty. O świcie 22 października chińska 13 Dywizja zakończyła przekazywanie wysuniętych pozycji w Guangfu 98 Dywizji i wycofała się do Taicangu w celu reorganizacji.
Od połowy września 98 Dywizja odrabiała straty poniesione w bitwach pod Yuepu i Baoshanem. Po dotarciu do Guangfu natychmiast wysłała 292 Brygadę, aby ta w nocy 21 października rozpoczęła kontratak na 58 Pułk Piechoty. Jednocześnie 66 Korpus utworzył własną grupę szturmową, składającą się z jednego pułku ze 159 Dywizji i trzech pułków ze 160 Dywizji, która wzięła udział w kontrataku. 9 Dywizja i 57 Dywizja Armii Centralnej na peryferiach wysłały po jednym batalionie do ataku. Japońska 13 Dywizja Piechoty zmagała się z natarciem ponad sześciu pułków, a obie strony poniosły ciężkie straty. Rankiem 22 października kontratak został przerwany, a każda chińska jednostka powróciła na swoje pozycje obronne. W ciągu tych dwóch dni 13 Dywizja Piechoty odnotowała 727 rannych żołnierzy w walce.
23 października 3 Dywizja Piechoty kontynuowała atak na Guangfu. 65. i 104 Pułk Piechoty posuwały się w kierunku Laoluzhai i Sanjiacunu. 104 Pułk Piechoty okrążył i zdobył Sanjiacun trzema batalionami piechoty, niemal unicestwiając dwie broniące się kompanie 160 Dywizji. Armia japońska oskarżyła armię chińską o użycie gazów bojowych w pobliżu Sanjiacunu. W tym samym czasie 65 Pułk Piechoty podjął próbę zdobycia Laoluzhai, ale został odparty przez 57 Dywizję. O godzinie 17:00 159 Dywizja, która po bitwach o Liujiahang i Gujiazhai liczyła zaledwie 347 oficerów i 3020 żołnierzy, wysłała 953 Pułk pod dowództwem Hong Shiyanga, aby zajął pozycje 160 Dywizji w Sanjiacunie i Laoluzhai.
24 i 25 października 58. i 65 Pułk Piechoty nie zdołały poczynić żadnych postępów w starciu z 953 Pułkiem w Majiazhai i 98 Dywizją pod Xinmuqiao. 116 Pułk Piechoty przypuścił zmasowany atak na pozycję w Mengjiazhai, niszcząc wszystkie umocnienia 57 Dywizji i zadając ciężkie straty chińskiej dywizji. Dowódca dywizji, Ruan Zhaochang, poprosił 90 Dywizję 4 Korpusu o wysłanie batalionu wsparcia. Z pomocą posiłków, 57 Dywizja był w stanie powstrzymać atak, powodując ponad 500 ofiar w 116 Pułku Piechoty. Następnego dnia samoloty i artyleria wielokrotnie bombardowały pozycje 57 Dywizji, niszcząc wszystkie naprawione fortyfikacje. 116 Pułk Piechoty szybko przebił się i zajął Mengjiazhai oraz Gejiatou. 26 października 13 Dywizja kontynuowała atak, ale poczyniła niewielkie postępy w obliczu zaciętego oporu obrońców. 27 października 58 Pułk Piechoty wdarł się na pozycje pierwszej linii na południe od Guangfu. Tego samego dnia 3. batalion 65 Pułku Piechoty próbował przeprawić się przez rzekę Yangjing. Część 10. kompanii została ostrzelana podczas przeprawy przez rzekę, wszyscy zginęli. Ponad 20 żołnierzy 12. kompanii pomyślnie przeprawiło się przez rzekę i wdarło się do południowego narożnika Majiazhai, ale zostali w podobny sposób zmieceni przez 953 Pułk. Do tego czasu 3. batalionowi pozostało zaledwie ponad 100 żołnierzy. 953 Pułk poniósł w tym starciu dziesiątki ofiar. Tej nocy 3234 żołnierzy i robotników z sześciu batalionów uzupełniających zostało przyjętych przez 66 Korpus, z czego jedna trzecia trafiła do 159 Dywizji, a pozostałe dwie trzecie do 160 Dywizji.
28 października 1937 roku 116 Pułk Piechoty, wspierany haubicami, rozpoczął ofensywę w Xinluzhai, na części linii obronnej 57 Dywizji, lecz nie zdołał przebić się przez chińskie pozycje i poniósł ciężkie straty. Kpt. Yazaki, dowódca 2. batalionu, zginął w walce, prowadząc swoich ludzi do ataku. Dowódca brygady Guan Huimin z 90 Dywizji także zginął w walce ze 116 Pułkiem Piechoty pod Gejiatou. Tego samego dnia 953 Pułk oskarżył armię japońską o użycie gazu bojowego. Od 23 do 28 października japońska 13 Dywizja odnotowała straty w wysokości 2604 zabitych i rannych, a od 22 października straty przeciwnika wyniosły 5000–6000 zabitych i rannych. Następnego dnia dwa bataliony 65 Pułku Piechoty podjęły kolejną próbę przeprawy przez rzekę Jangcy, korzystając z pomocy artylerii i saperów. Każdy batalion dysponował zaledwie ponad 200 żołnierzami. Podczas przeprawy przez rzekę zostały nagle rażone intensywnym ostrzałem artyleryjskim i moździerzowym. Mjr Kobata, adiutant 65 Pułku Piechoty, poległ. Mjr Yamaguchi, dowódca 1. batalionu, został ranny w walce, a atakujące oddziały poniosły ciężkie straty. Broniący się 953 Pułk również stracił dziesiątki żołnierzy, w tym rannego dowódcę batalionu i zabitego adiutanta dowódcy batalionu.
65 Pułk Piechoty poniósł zbyt duże straty po czterech nieudanych próbach przeprawy w ciągu dziewięciu dni. Po wydarzeniach opisanych jako „tysiąc lat żalu” 65 Pułk otrzymał rozkaz przerwania ataku w Majiazhai i wycofania się na odpoczynek. Tej nocy Szanghajska Armia Ekspedycyjna nakazała 13 Dywizji przejęcie pozycji Grupy Zadaniowej Shigeto, rezygnując tym samym z planów przebicia się przez Guangfu. 30 października 13 Dywizja zaraportowała, że pozycja wroga jest spokojna od poprzedniej nocy i uznała, że Chińczycy się wycofują. Dywizja nakazała wszystkim swoim jednostkom przeprowadzenie poszukiwań i zaatakowanie wrog, zanim zdąży się wycofać. Japończycy odkryli, że poza kilkoma pozycjami, które zostały zniszczone po kilku dniach ostrzału artyleryjskiego, fortyfikacje i pozycje obronne były nadal bardzo silne. Co więcej, 104 Pułk Piechoty napotkał zaciekły opór i nie był w stanie pokonać wroga na wschodnim brzegu rzeki Yangjing. Chińska armia ewidentnie nie znajdowała się jeszcze w stanie odwrotu. Tego dnia 13 Dywizja otrzymała rozkaz wysłania grupy uderzeniowej składającej się głównie z 58 Pułku Piechoty do Chenzhai, aby wesprzeć 11 Dywizję. Pozostałe jednostki 13 Dywizji rozpoczęły proces zmiany lokalizacji 31 października. 159 Dywizja przeprowadziła nocny atak, który zakończył się niepowodzeniem i powróciła na swoje pierwotne pozycje. Następnego dnia, z wyjątkiem batalionu artylerii i plutonu saperów, główne siły 13 Dywizji opuściły swoje ciężko wywalczone pozycje i pomaszerowały na północ. 58 Pułk Piechoty zaatakował Chenzhai, wspierany przez artylerię i haubice, ale był uparcie blokowany przez 53 Dywizję i ostatecznie atak zakończył się niepowodzeniem. Pułk Piechoty otrzymał rozkaz przekazania pozycji 11 Dywizji, po czym dołączył do głównych sił. Od tego czasu, z wyjątkiem drobnych potyczek, pole bitwy pod Guangfu pozostawało w impasie aż do 12 listopada 1937 roku, kiedy to Chińczycy wycofali się ze swoich pozycji.
W walkach pod Guangfu Chińska Armia Ekspedycyjna związała elementy 9 Dywizji i główne siły 13 Dywizji. 19 Grupa Armii zaangażowała główne siły 13. i 98 Dywizji, prawdopodobnie jedną dywizję lub cztery pułki z 66 Korpusu oraz elementy 9., 57. i 90 Dywizji. Japońska 9 Dywizja nie zdołała zniszczyć chińskich wojsk w Guangfu, a japońska 13 Dywizja nie dała rady przebić się przez Guangfu, choć związała cztery lub pięć chińskich dywizji. Z wyjątkiem kilku wysuniętych pozycji, takich jak te w Xinmuqiao, Sanjiaqiao i Laoluzhai, główne pozycje wokół Guangfu pozostały nienaruszone aż do wycofania się Chińczyków z Szanghaju. Od 2 do 22 października chińska 13 Dywizja poniosła straty w wysokości 1983 zabitych i 2155 rannych, przy czym w jej szeregach pozostało tylko 1260 żołnierzy, w tym 802 weteranów, 188 hospitalizowanych z powodu choroby i 270, którzy wyzdrowieli z lekkich ran lub chorób. Dokładne straty innych chińskich jednostek nie są znane.
Według tabeli statystycznej japońskiej 13 Dywizji, od 7 października do 1 listopada jednostka straciła 1782 zabitych, 3217 rannych i 4 zaginionych, a 78 chińskich żołnierzy wzięła do niewoli. Według podsumowania bitwy w historii dywizji, jednostka straciła około 1900 poległych w walce i poza nią oraz około 3900 rannych, a jej przeciwnik poniósł w tym czasie około 20 000 ofiar, w tym 4130 zabitych i 40 wziętych do niewoli.

## Trzecia faza (27 października – 26 listopada)

### Odwrót Chińczyków z Szanghaju

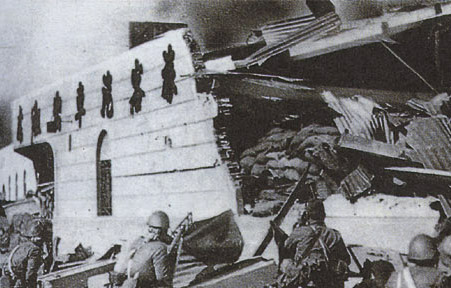
Japońskie wojska docierają do zniszczonego Dworca Północnego w Szanghaju

Począwszy od nocy 26 października 1937 roku, Chińczycy rozpoczęli wycofywanie się z centrum Szanghaju. Ponieważ Dachang i inne ważne podmiejskie miejscowości zostały już utracone, Czang Kaj-szek nakazał wycofanie się z Zhabei, Jiangwanu i innych pozycji, które chińskie wojska utrzymywały z powodzeniem przez 75 dni. Czang nakazał jednak jednemu batalionowi 88 Dywizji pozostać w Zhabei, aby bronić magazynu Sihang na północnym brzegu potoku Suzhou.

### Bitwa o magazyn Sihang

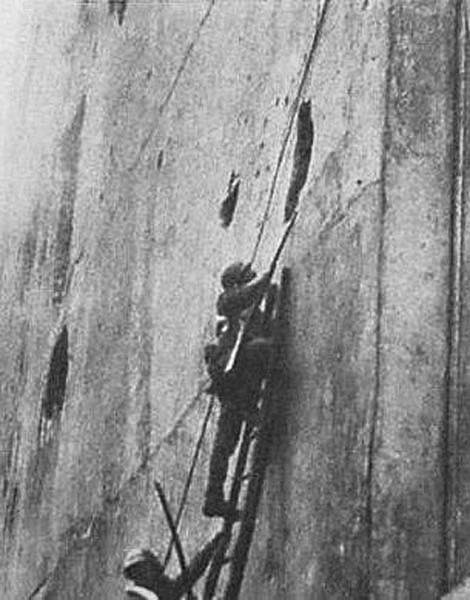
Japońska piechota wspina się na uszkodzony zachodni mur magazynu Sihang

1. batalion 524 Pułku pod dowództwem płk. Xie Jinyuana, absolwenta Akademii Whampoa, zgromadził około 411 żołnierzy i oficerów, aby stawić opór w pięciopiętrowym magazynie Sihang. Budynek znajdował się nad potokiem Suzhou, naprzeciwko międzynarodowej dzielnicy koncesyjnej, i został wzmocniony otworami strzeleckimi, gniazdami karabinów maszynowych oraz workami z piaskiem.
W okresie od 27 października do 1 listopada 1937 roku 1. batalion bronił magazynu Sihang przed licznymi atakami Japończyków. Trzymetrowej grubości mury magazynu i bliskość dzielnicy międzynarodowej niwelowały japońską przewagę w sile ognia, ponieważ Japończycy obawiali się przypadkowego trafienia w zagraniczne koncesje. W rezultacie Chińczykom udało się odeprzeć kilka japońskich ataków, które były obserwowane przez dziesiątki tysięcy Chińczyków i cudzoziemców po drugiej stronie rzeki. W trakcie bitwy lokalna przewodniczka Yang Huimin przemyciła do magazynu flagę Republiki Chińskiej, którą następnie obrońcy podnieśli na dachu na znak trwania swojego oporu; flagę uwieczniono na setkach zdjęć zagranicznych reporterów, które przedrukowywano w gazetach na całym świecie.

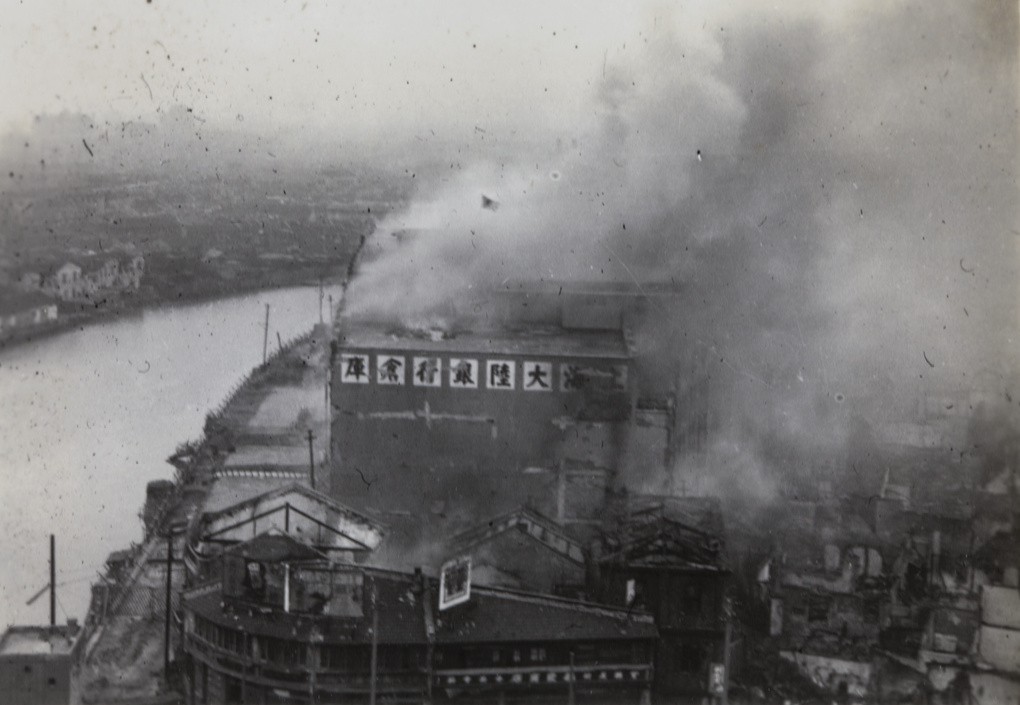
Płonący magazyn Sihang

Ostatecznie Czang Kaj-szek nakazał batalionowi odwrót. Pod ostrzałem japońskiej artylerii i karabinów maszynowych chińscy obrońcy zdołali uciec do strefy międzynarodowej, gdzie zostali internowani przez brytyjskie władze. Większość 1. batalionu przetrwała bez szwanku: nieco ponad 30 chińskich obrońców zginęło w walce. Według źródeł japońskich, atakujące siły piechoty morskiej odnotowały trzech zabitych i 42 rannych podczas zajmowania Zhabei, w tym jedną ofiarę śmiertelną w pobliżu magazynu Sihang. Płk. Xie początkowo poinformował gazetę „Zhongyang Ribao”, że jego ludzie zabili ponad 100 japońskich żołnierzy przed wycofaniem się. Historyk wojskowości Stephen Robinson twierdzi, że Japończycy stracili około 200 ludzi podczas próby zdobycia magazynu.
Czang Kaj-szek chciał, aby chińskie wojsko pozostało w Szanghaju jak najdłużej, mając nadzieję na pozytywne odbicie się trwającego oporu na Konferencji Traktatu Dziewięciu Mocarstw w Brukseli, z nadzieją na ewentualną interwencję mocarstw zachodnich. Reszta chińskich wojsk przekroczyła potok Suzhou i przegrupowała się, aby zaatakować japońskie wojska.

### Walki nad potokiem Suzhou

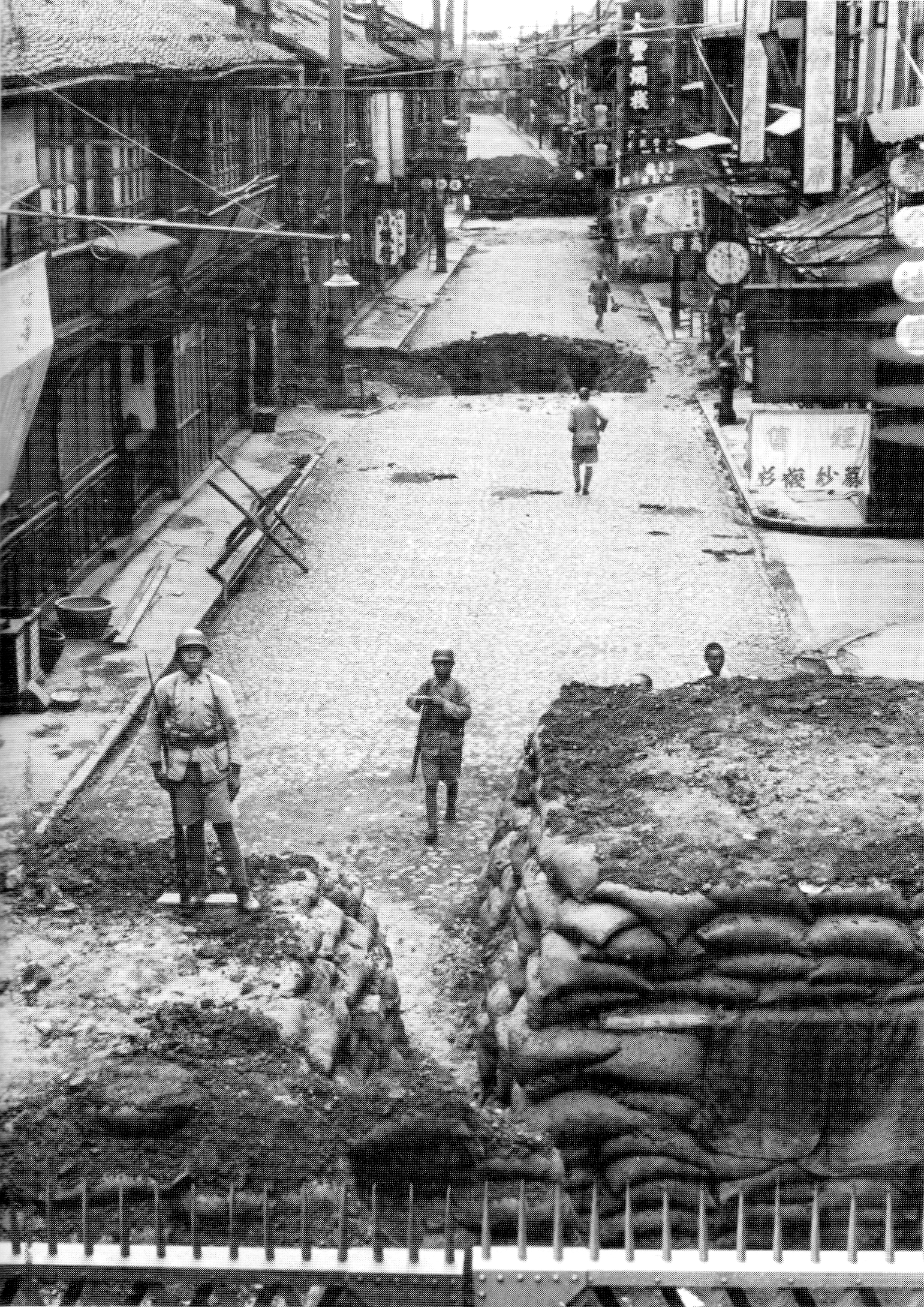
Chińskie fortyfikacje w pobliżu szanghajskiej strefy koncesyjnej, październik 1937

Pierwotny plan Czanga zakładał dalszą walkę na obszarach na południe od potoku Suzhou i zadanie jak największych strat Japończykom. Jednak w ciągu trzech miesięcy intensywnych walk w regionie Szanghaju liczebność chińskich wojsk została znacznie zmniejszona. Większość jednostek została zredukowana o połowę, w wyniku czego przeciętna chińska dywizja miała potencjał bojowy mniejszy niż dwa pułki. Do tej pory chińska armia potrzebowała od ośmiu do dwunastu dywizji, aby dorównać sile bojowej zaledwie jednej dywizji japońskiej. Dlatego chińscy dowódcy byli pesymistycznie nastawieni do wyniku bitwy nad Suzhou.
Li Zongren, Bai Chongxi, Zhang Fakui i inni dowódcy nalegali, aby chińskie wojska wycofały się na linie obronne Wufu i Xicheng w celu obrony Nankinu, ale Czang Kaj-szek chciał, aby armia kontynuowała walkę na południowym brzegu potoku Suzhou. 28 października Czang przybył na pole bitwy, aby podnieść morale swoich żołnierzy. Sytuacja była jednak beznadziejna. 30 października Japończycy przekroczyli Suzhou, a chińskim wojskom groziło okrążenie. Chińska armia była u kresu swej wytrzymałości.

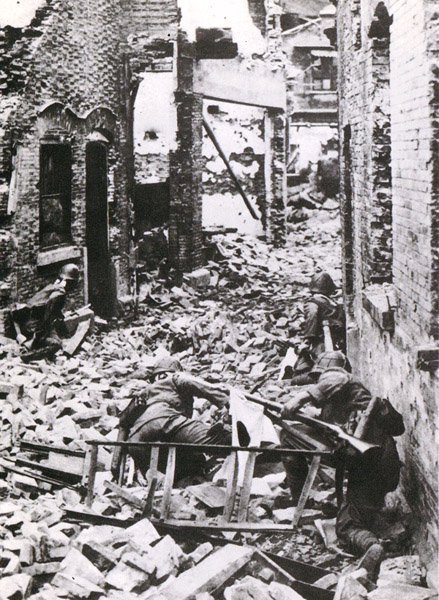
Japońscy żołnierze przedzierający się przez ruiny Szanghaju

31 października japońska 3 Dywizja rozpoczęła lądowanie na wschodnim brzegu potoku Suzhou, lecz została zablokowana przez chińską 88 Dywizję, Korpus Policji Podatkowej i elementy 36 Dywizji. Następnego dnia 61 Dywizja i elementy 87 Dywizji stawiały opór lądowaniu japońskiej 9 Dywizji na zachodnim brzegu. 2 listopada 67 Dywizja i niedawno przybyła 46 Dywizja otrzymały rozkaz przesunięcia się w kierunku zachodniej linii obrony potoku Suzhou. 3 i 4 listopada 1937 roku chińskie i japońskie wojska na wschodniej linii obrony potoku Suzhou toczyły zacięte walki o niewielkie skrawki terenu, podczas których gen. Sun Liren z 2 Grupy Zadaniowej Korpusu Policji Podatkowej został ciężko ranny. Na zachodzie chińscy obrońcy ostatecznie nie byli w stanie powstrzymać natarcia 9 Dywizji. 61 Dywizja straciła ponad 3000 żołnierzy w ciągu zaledwie kilku dni walk, a dowódca pułku Ji Keipei zginął w akcji. 46 Dywizja również poniosła ciężkie straty, przy czym straty dwóch pułków przekroczyły 50%, a trzech dowódców batalionów zginęło, zostało rannych lub zaginęło. 5 listopada 46 Dywizja została zastąpiona na froncie przez 154 Dywizję. 67 Dywizja również poniosła ciężkie straty i przekazała linię Qujiaqiao elementom Dywizji Szkoleniowej podczas wycofywania się.
Po stronie wschodniej 5 listopada 36 Dywizja stawiła czoła zmasowanemu atakowi japońskiej 3 Dywizji. Jedna kompania piechoty i jeden pluton karabinów maszynowych zostały całkowicie zniszczone przez ostrzał artyleryjski. Dywizja wielokrotnie przeprowadzała kontrataki, podczas gdy żołnierze desperacko bronili swoich pozycji. 612 Pułk 102 Dywizji Guizhou został oddany pod dowództwo 36 Dywizji. Straty były niezwykle ciężkie, a 212 Pułk został zredykowany do siły nie więcej niż 80 żołnierzy. 36 Dywizja straciła ponad 1200 zabitych lub rannych tylko tego dnia. 6 listopada 348 Pułk 58 Dywizji również został oddany pod dowództwo 36 Dywizji. Do końca dnia 36 Dywizja poniosła kolejne ponad 600 ofiar. Jej 211 Pułk miał już tylko 60 żołnierzy zdolnych do walki, jej 216 Pułk tylko nieco ponad 50. 7 listopada japońska 3 Dywizja zaatakowała Qujiazhai. 36 Dywizja i dwa przyłączone pułki walczyły zaciekle, ale nie były w stanie powstrzymać 3 Dywizji przed zajęciem tego miejsca. 8 listopada japońska 3 Dywizja ostrzelała pozycje 36 Dywizji artylerią. 215 Pułk został zredukowany do zaledwie 20 żołnierzy zdolnych do walki. 88 Dywizja wysłała dwie kompanie, aby ustabilizować front wraz z elementami 102 Dywizji. Do końca dnia linie obrony 36 Dywizji zostały niemal całkowicie przełamane. Podczas bitwy 36 Dywizja miała zostać uzupełniona dwoma pułkami z 34 Dywizji. Jednak ponad połowa żołnierzy skorzystała z okazji i zdezerterowała po tym, jak zostali zbombardowani przez japońskie samoloty w drodze do 36 Dywizji. W walkach nad rzeką Suzhou, toczonych od 27 października do 8 listopada 1937 roku, 36 Dywizja poniosła straty w liczbie 2511 zabitych, rannych lub zaginionych, a jej cztery pułki liczyły teraz łącznie zaledwie 860 żołnierzy, nawet po uwzględnieniu dodatkowych 1400 żołnierzy z 34 Dywizji.
Po stronie zachodniej japońska 9 Dywizja kontynuowała zwiększanie swoich zdobyczy. 105 Dywizja Armii Północno-Wschodniej i Dywizja Szkoleniowa Armii Centralnej zostały rozmieszczone, aby zablokować japońską dywizję. Gu Huiquan, dowódca 626 Pułku 105 Dywizji, zginął w akcji, nadzorując linię frontu. Dywizja Szkoleniowa broniła mostów Qujia i Bazi przed powtarzającymi się japońskimi atakami, a straty jednostki szybko przekroczyły 3000 żołnierzy po zaledwie kilku dniach walk. W związku z wycofaniem się prawego skrzydła po japońskim lądowaniu w Jinshanwei, żołnierze lewego skrzydła również rozpoczęli odwrót na linię Wufu.

### Japońskie lądowanie w Jinshanwei

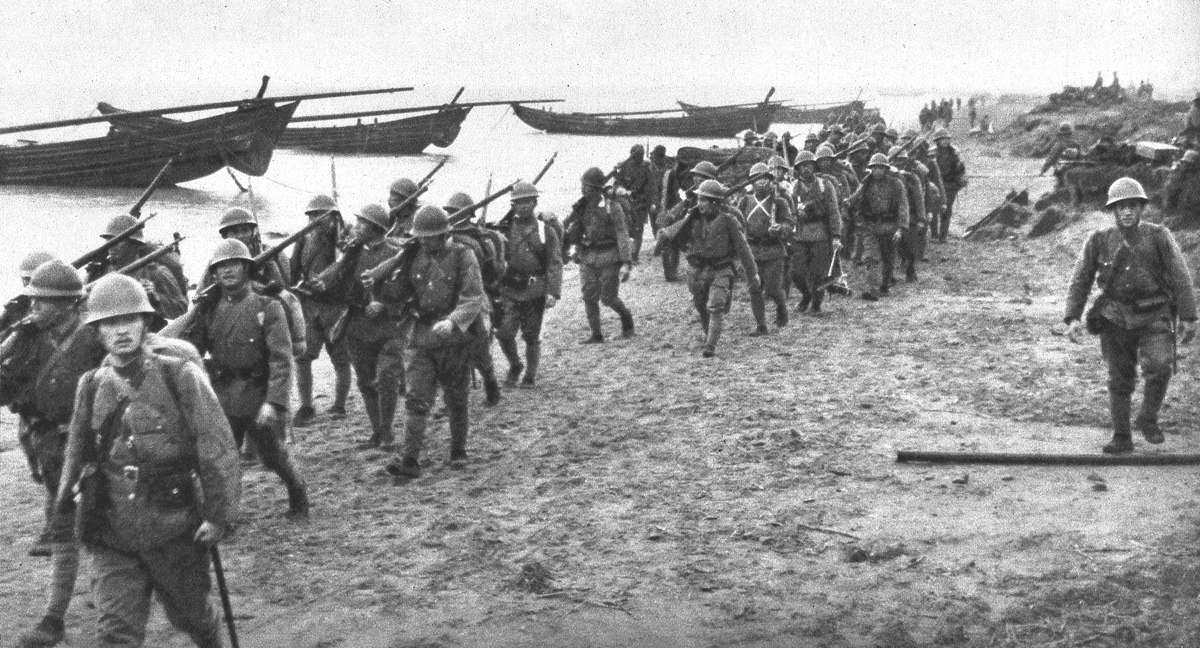
Japońscy żołnierze lądują w porcie Jinshanwei niedaleko Hangzhou

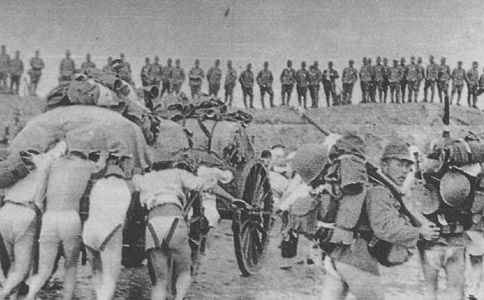
Japońskie jednostki straży tylnej lądują z zaopatrzeniem w Jinshanwei

Już 12 października japońscy szefowie sztabu opracowali plany lądowania w Jinshanwei, mieście położonym na północnym brzegu Zatoki Hangzhou, na południe od regionu Szanghaju. Lądowanie w Jinshanwei miało ułatwić północną ofensywę na Szanghaj, uzupełniając desanty w miastach północno-wschodnich, takich jak te wokół Baoshanu, przeprowadzone między końcem sierpnia a połową września, które doprowadziły do ofensywy na południe. Czang Kaj-szek wiedział o japońskim planie okrążenia jego armii w Szanghaju od północy i południa, wobec czego nakazał swoim dowódcom podjęcie środków ostrożności na wypadek ewentualnego japońskiego lądowania w Jinshanwei. Jednak zbliżający się upadek Dachangu pod koniec października zmusił Czanga do ponownego rozmieszczenia chińskich dywizji pierwotnie stacjonujących wzdłuż północnego wybrzeża Zatoki Hangzhou. W rezultacie brak chińskiej obrony pozwolił japońskiemu 10 Korpusowi Armijnemu, złożonemu z jednostek oderwanych od bitwy o Taiyuan na północnym teatrze działań wojennych, na łatwe lądowanie w Jinshanwei 5 listopada, ponieważ pozycji tej broniły jedynie dwie kompanie 63 Dywizji. Jinshanwei znajdowało się zaledwie 40 km od brzegów potoku Suzhou, gdzie chińskie wojska właśnie wycofały się po upadku Dachangu.

## Droga do Nankinu

### Decyzja o zdobyciu Nankinu
7 listopada japońska Armia Obszaru Centralnych Chin została zorganizowana poprzez połączenie Szanghajskiej Armii Ekspedycyjnej i 10 Armię dowodzoną przez gen. por. Heisuke Yanagawę, która 9 listopada wylądowała w Zatoce Hangzhou, a gen. Matsui został mianowany jej głównodowodzącym, jednocześnie pozostając dowódcą tej pierwszej. Chociaż przybycie 10 Armii zmusiło chińskie wojska do wycofania się z Szanghaju, japoński Sztab Generalny zdecydował się przyjąć politykę nierozszerzania działań wojennych w celu zakończenia wojny. 7 listopada jego faktyczny przywódca, zastępca szefa sztabu Hayao Tada, ustanowił „linię ograniczeń operacji”, uniemożliwiając swoim siłom opuszczenie okolic Szanghaju, a dokładniej udanie się na zachód od miast Suzhou i Jiaxing. Nankin znajduje się około 300 kilometrów na zachód od Szanghaju.
Istniał jednak poważny rozdźwięk między japońskim rządem a jego dwiema armiami polowymi, Szanghajską Armię Ekspedycyjną i 10 Armią, które od listopada znajdowały się nominalnie pod kontrolą Armii Obszaru Centralnych Chin dowodzonej przez Matsui. Matsui jasno dał do zrozumienia swoim przełożonym, że chce ruszyć na Nankin jeszcze przed wysłaniem jego sił do Szanghaju. Był przekonany, że podbój chińskiej stolicy Nankinu wywoła upadek całego nacjonalistycznego rządu Chin, a tym samym przyniesie Japonii szybkie i całkowite zwycięstwo w wojnie z Chinami. Yanagawa również pragnął podbić Nankin, a obaj generałowie byli oburzeni linią ograniczeń operacyjnych, która została im narzucona przez Sztab Generalny Armii.
19 listopada Yanagawa rozkazał swojej 10 Armii ścigać wycofujące się chińskie siły przez linię ograniczenia operacji aż do Nankinu, co było jaskrawym aktem niesubordynacji. Kiedy Tada dowiedział się o tym następnego dnia, nakazał Yanagawie natychmiastowe zatrzymanie się, ale rozkaz ten został zignorowany. Matsui podjął pewne wysiłki, aby powstrzymać Yanagawę, lecz powiedział mu również, że może wysłać kilka jednostek rozpoznawczych poza linię. W rzeczywistości Matsui bardzo sympatyzował z działaniami Yanagawy i kilka dni później, 22 listopada, wysłał pilny telegram do Sztabu Generalnego Armii, w którym nalegał, że aby rozwiązać ten kryzys w szybki sposób, musimy wykorzystać obecną pogarszającą się sytuację wroga i zdobyć Nankin […] Pozostając za linią ograniczenia operacji w tym momencie nie tylko pozwalamy, aby nasza szansa na zwycięstwo się wymknęła, ale także zachęcamy wroga do uzupełnienia sił bojowych i odzyskania ducha walki, a istnieje ryzyko, że [później] będzie trudniej całkowicie złamać jego wolę walki.
Tymczasem, gdy coraz więcej japońskich jednostek nadal przechodziło poza linię ograniczenia operacji, Tada również znalazł się pod presją ze strony Sztabu Generalnego Armii. Wielu kolegów i podwładnych Tady, w tym bardzo wpływowy szef Dywizji Operacji Sztabu Generalnego Sadamu Shimomura, podzielało punkt widzenia Matsui i chciało, aby Tada zatwierdził atak na Nankin. 24 listopada Tada w końcu ustąpił i zniósł linię ograniczenia operacji z powodu okoliczności pozostających poza naszą kontrolą, a następnie kilka dni później niechętnie zatwierdził operację zdobycia Nankinu. Tada osobiście poleciał do Szanghaju 1 grudnia, aby przekazać rozkaz, chociaż do tego czasu jego własne armie na polu bitwy były już w drodze do Nankinu.

### Chiński odwrót z Szanghaju
Japońskie lądowanie w Jinshanwei oznaczało, że armia chińska musiała wycofać się z frontu szanghajskiego i podjąć próbę przełamania. Czang Kaj-szek wciąż jednak żywił nadzieję, że Konferencja Traktatu Dziewięciu Mocarstw doprowadzi do nałożenia sankcji na Japonię przez mocarstwa zachodnie. Dopiero 8 listopada chińskie dowództwo centralne wydało rozkaz generalnego odwrotu z całego frontu szanghajskiego. Pułk 55 Dywizji, wraz z szanghajską policją i pułkiem sił bezpieczeństwa, otrzymał rozkaz obrony Nanshi. Po trzech dniach walk, ponad 3000 pozostałych policjantów, żołnierzy i funkcjonariuszy sił bezpieczeństwa wycofało się 11 listopada do francuskiej koncesji i zostało internowanych. 67 Korpus i 43 Korpus otrzymały rozkaz utrzymania Songjiangu przez trzy dni, aby osłonić odwrót armii. Wszystkim pozostałym chińskim jednostkom rozkazano skierować się w stronę zachodnich miast, takich jak Kunshan, a następnie stamtąd wkroczyć na ostatnie linie obrony, aby uniemożliwić Japończykom dotarcie do Nankinu.
W tym czasie armia chińska była kompletnie wyczerpana, a z powodu poważnego niedoboru amunicji i zaopatrzenia obrona słabła. W Songjiangu 67. i 43 Korpus były już przetrzebione po poprzednich bitwach i nie w pełni odrobiły straty. 67 Korpus Armii Północno-Wschodniej został pierwotnie rozmieszczony na froncie północnochińskim, aby walczyć w operacjach nad koleją Pekin – Hankou i Tiencin – Pukou od 10 września do 10 października. Korpus poniósł straty przekraczające 6000 żołnierzy, a dwie dywizje wchodzące w jego skład miały nieco ponad 5000 żołnierzy zdolnych do walki. Z powodu pogarszającej się sytuacji na polu bitwy pod Szanghajem, 67 Korpus otrzymał rozkaz przesunięcia się na południe i dotarł do Songjiangu dopiero w nocy 6 listopada. 20 Korpus i 43 Korpus Armii Syczuańskiej przybyły na pole bitwy pod Szanghajem wraz z 21 Grupą Armii z Armii Guangxi 14 października. 43 Korpus, składający się jedynie z 26 Dywizji, walczył na północ od Dachangu od 17 do 23 października. Kiedy jednostka przekazała swoją pozycję obronną 18 Dywizji i wycofała się do Qingpu na odpoczynek, pozostało w niej zaledwie nieco ponad stu żołnierzy.
Na początku listopada 43 Korpus otrzymał rozkaz obrony Songjiangu wraz z 67 Korpusem. Siedem kompanii pod dowództwem dowódcy batalionu Liu Zhangnana zostało oddanych pod dowództwo 107 Dywizji. 8 listopada japońska 6 Dywizja pozostawiła za sobą Grupę Operacyjną Kunizakiego przydzieloną do dywizji, aby zaatakować Songjiang, podczas gdy dywizja ruszyła w kierunku Qingpu. Do 10 listopada Songjiang upadł, a straty 67 Korpusu sięgnęły od 70 do 80 proc.
Dowódca korpusu Wu Keren, szef sztabu korpusu Wu Tonggang, szef sztabu 107 Dywizji Deng Yuzhou, dowódcy brygad Zhu Zhirong i Liu Qiwen oraz trzech dowódców pułków zginęło w akcji. Większość z siedmiu kompanii 43 Korpusu została stracona w Songjiangu, ponieważ dowódca korpusu poinformował, że do 17 grudnia korpus przyjął jedynie nieco ponad 300 ocalałych. Grupa Zadaniowa Kunizakiego twierdziła, że zabiła około 2000 żołnierzy ze 107. i 108 Dywizji w Songjiangu i wzięła do niewoli 5286, tracąc przy tym tylko 24 zabitych i 103 rannych. Grupa zadaniowa ruszyła na wschód i zaatakowała miasto Beiqiao, twierdząc, że zabiła w nim co najmniej 2000 żołnierzy i wzięła do niewoli 733 z 45 Samodzielnej Brygady, a prawdopodobnie także z resztek 67. i 43 Korpusu, którym udało się wydostać z Songjiangu, tracąc jedynie 6 zabitych i 11 rannych. Japoński historyk wojskowości Ikuhiko Hata uważa, że skoro los jeńców wojennych po ich schwytaniu pozostaje nieznany, to wielu z nich mogło zostać zamordowanych.
9 listopada japońskie samoloty bombardowały przez cały dzień wycofujące się siły prawego skrzydła, zadając im ciężkie straty. Bombardowania uszkadzały mosty na rzece Suzhou, a dywizje rywalizowały o to, kto pierwszy przeprawi się przez rzekę. 11 listopada 6 Dywizja stoczyła zacięte walki z 51. i 58 Dywizją 74 Korpusu w Qingpu. Dowódca 147 Brygady 58 Dywizji, Wu Jiguang, zginął w akcji. 12 listopada 74 Korpus wycofał się do Kunshanu, a 51 Dywizja poniosła ponad 2800 ofiar. W bitwach pod Songjiangiem i Qingpu 6 Dywizja i Grupa Zadaniowa Kunizakiego straciły 121 zabitych i 377 rannych. Kunshan został zdobyty w ciągu zaledwie dwóch dni, a pozostałe chińskie oddziały rozpoczęły marsz w kierunku fortyfikacji linii Wufu. Chińska armia walczyła ostatkiem sił, a linia frontu znalazła się na skraju załamania.
W chaosie, który nastąpił, wiele chińskich jednostek zostało rozbitych i straciło kontakt z oficerami łączności, którzy dysponowali mapami i planami fortyfikacji. Ponadto, po dotarciu do linii Wufu, chińscy żołnierze odkryli, że część cywilnych urzędników nie przybyła, aby ich powitać, ponieważ uciekli już, zabierając ze sobą klucze. Zmaltretowane wojska chińskie, które dopiero co wyszły z krwawej łaźni w Szanghaju i liczyły na ocalenie na liniach obronnych, przekonały się, że nie są w stanie wykorzystać tych fortyfikacji. Linia Wufu została przełamana 19 listopada, a następnie wojska chińskie ruszyły w kierunku linii Xicheng, którą zostały zmuszone oddać 26 listopada w trakcie japońskiego natarcia. „Chińska linia Hindenburga”, na której budowę rząd wydał miliony i która stanowiła ostatnią linię obrony między Szanghajem a Nankinem, upadła w ciągu zaledwie dwóch tygodni. Bitwa o Szanghaj dobiegła końca. Jednak walki toczyły się dalej bez przerwy na drodze do stolicy Chin, a następujące po nich starcia przeszły płynnie w bitwę o Nankin.

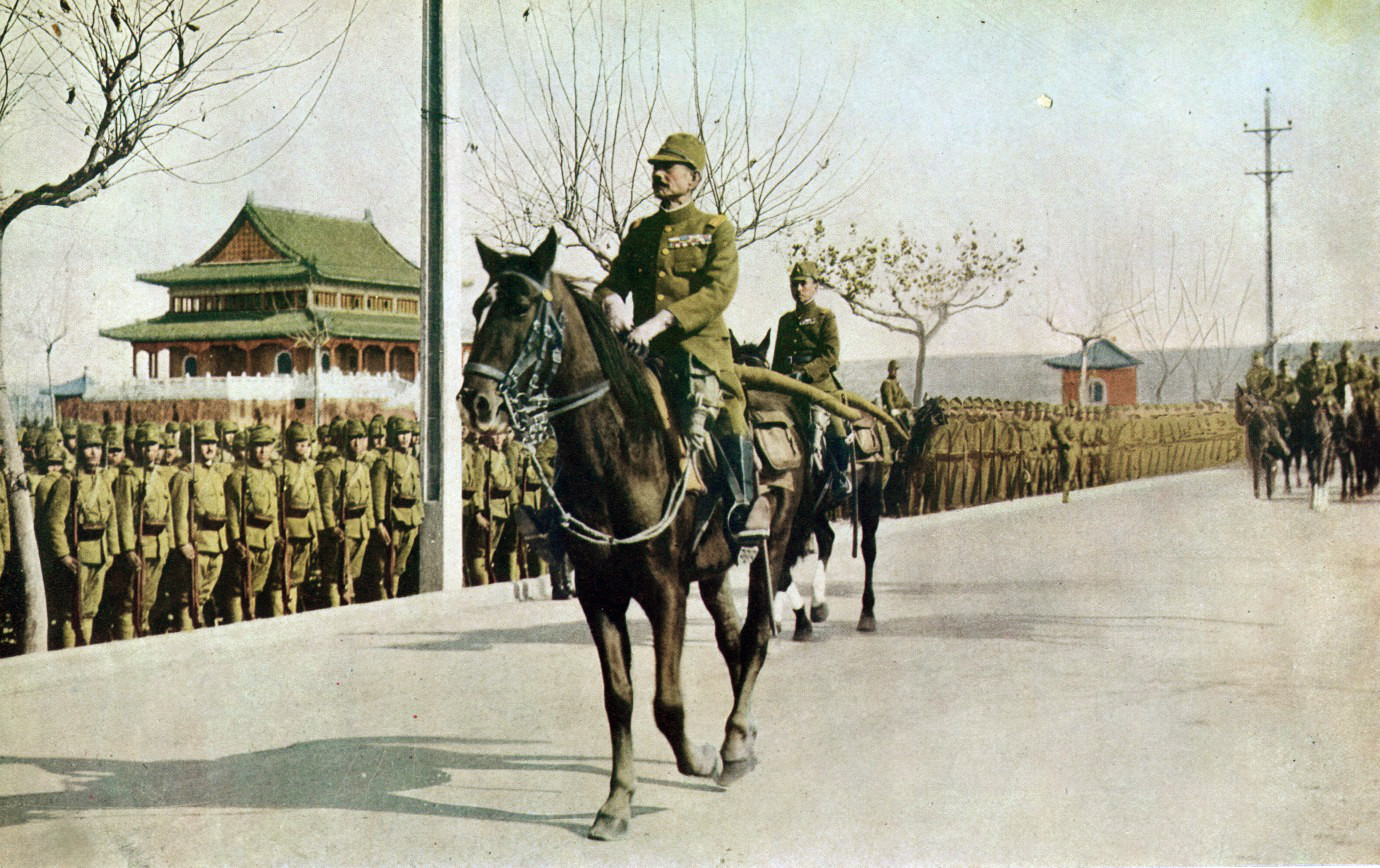
Gen. Iwane Matsui wjeżdża konno do Nankinu 17 grudnia 1937

Na początku grudnia wojska japońskie dotarły na przedmieścia Nankinu. Po sukcesie w bitwie o Szanghaj, Japonia nie zajęła od razu międzynarodowej strefy koncesyjnej ani koncesji francuskiej w Szanghaju, obszarów, które pozostawały poza jurysdykcją rządu chińskiego ze względu na system portów traktatowych. Japonia wkroczyła na te tereny dopiero po wypowiedzeniu wojny Stanom Zjednoczonym i Wielkiej Brytanii w grudniu 1941 roku. Japończycy przejęli większość banków w chińskich rejonach Szanghaju i ogłosili, że chińska nacjonalistyczna waluta fabi musi zostać wymieniona na banknoty reżimu Wanga Jingweia.

## Straty

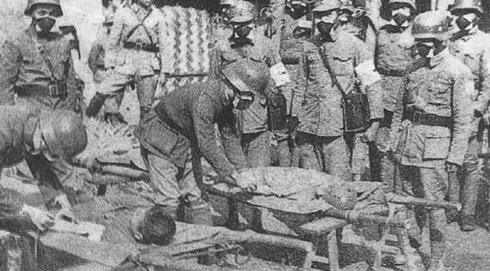
Chińscy żołnierze opatrujący rannych w japońskich atakach gazowych

W bitwie o Szanghaj obie strony poniosły ogromne straty, zwłaszcza Chińczycy, którzy dysponowali gorszym uzbrojeniem w porównaniu z Japończykami. Ówczesny chiński historyk stwierdził, że była to najkrwawsza bitwa od czasu Verdun. Istnieją rozbieżne szacunki i raporty dotyczące liczby ofiar poniesionych przez obie strony.

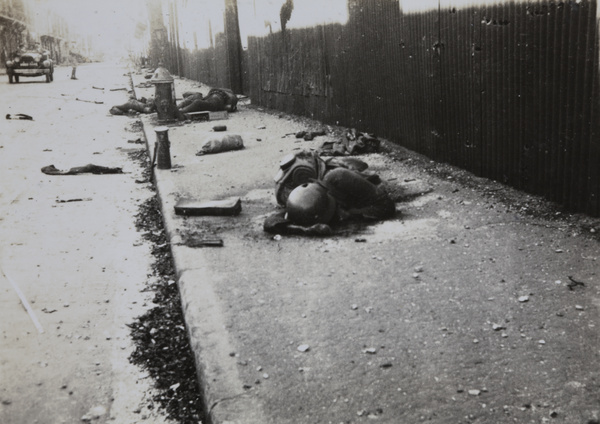
Chińscy żołnierze zabici w centrum Szanghaju

Według historyków Petera Harmsena, Rany Mitter i Richarda Franka, Chiny straciły 187 200 zabitych i rannych podczas obrony miasta, zgodnie z oficjalnym chińskim raportem z 5 listopada. Ówczesne japońskie szacunki chińskich strat wojskowych oscylowały w okolicach 250 000, w tym około 67 000 zabitych. Frank Dorn, amerykański oficer stacjonujący wówczas w Chinach, oszacował całkowitą liczbę ofiar poniesionych przez Chińczyków podczas całej kampanii szanghajskiej (wliczając odwrót) na 240 000, z czego 130 000 padło przed 20 października. Hsi-Sheng Chi stwierdził, że Chiny poniosły około 300 000 ofiar podczas bitwy. Ministerstwo Spraw Wojskowych naliczyło 229 382 ofiary w okresie od 13 sierpnia do 15 listopada. Ponieważ wiele jednostek Armii Syczuańskiej i Guangxi nie zgłosiło jeszcze swoich strat, łączną liczbę ofiar oszacowano na 300 000. Wysokie straty po stronie chińskiej wynikały z połączenia kilku czynników, w tym taktycznego oparcia na kosztownych atakach frontalnych, japońskiej przewagi w powietrzu i artylerii morskiej, słabej opieki medycznej oraz niemal fanatycznego oporu chińskich obrońców, którzy wielokrotnie byli gotowi walczyć na śmierć i życie.
Japończycy twierdzili, że ich straty w kampanii szanghajskiej wyniosły 9115 zabitych i 31 257 rannych. Historyk Peter Harmsen zauważa, że liczba ta jest prawdopodobnie zaniżona, ponieważ Iwane Matsui zanotował w swoim dzienniku, że jego siły poniosły ponad 18 000 ofiar śmiertelnych w walce i chorób podczas kampanii szanghajsko-nankińskiej. Historyk Richard Frank zgadza się z tym i stwierdza, że oficjalne japońskie liczby nie oddają rozmiaru strat poniesionych przez nie podczas kampanii, zwłaszcza czterech najbardziej zaangażowanych dywizji, takich jak 9 Dywizja, która poniosła 94% strat. Według oficjalnych japońskich zapisów wojskowych opracowanych przez Ikuhiko Hatę, pięć dywizji najbardziej zaangażowanych w walkę (3., 9., 11., 13., 101.) straciło 42 202 żołnierzy, w tym 11 072 zabitych w akcji, chociaż liczba ta nie obejmuje strat poniesionych przez japońską piechotę morską ani żadnej z dywizji rozmieszczonych w październiku. Ministerstwo Armii odnotowało straty 9 Dywizji w bitwie o Szanghaj i bitwie o Nankin na poziomie 4357 zabitych (wliczając zmarłych z powodu ran) i 9690 rannych, z czego 12 000 ofiar, czyli 3833 zabitych i 8527 rannych, padło w bitwie o Szanghajem w pobliżu Guangfu i potoku Suzhou od 2 października do 7 listopada. Według japońskiego Dziennika Urzędowego dokumentującego straty wojenne, siły japońskie poniosły blisko 20 000 ofiar śmiertelnych w walkach o Szanghaj, z czego prawie 18 800 w walce.

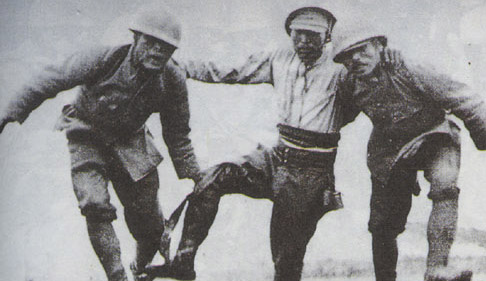
Japoński żołnierz ewakuowany podczas walk nad potokiem Suzhou

Chińskie zapisy wojenne wskazują, że Japończycy ponieśli ponad 60 000 ofiar w ciągu trzech miesięcy walk pod Szanghajem. Jonathan Fenby podaje podobną liczbę, twierdząc, że Japończycy stracili w bitwie około 70 000 żołnierzy. Benjamin Lai podaje wyższe liczby, szacując, że Japończycy ponieśli łącznie od 93 000 do 99 000 ofiar, w tym 17 000 zabitych w walce oraz około 1800 zmarłych z powodu chorób, co daje łącznie prawie 19 000 ofiar śmiertelnych, a także 35 000 – 40 000 rannych i 40 000 chorych, co daje łącznie od 363 700 do 369 700 ofiar. Według badań przeprowadzonych przez Jamesa Paulose’a, Japończycy stracili 92 640 żołnierzy, a Chińczycy ponad 333 500 żołnierzy i cywilów, co daje łącznie co najmniej 426 140 ofiar bitwy o Szanghaj.

## Zbrodnie wojenne

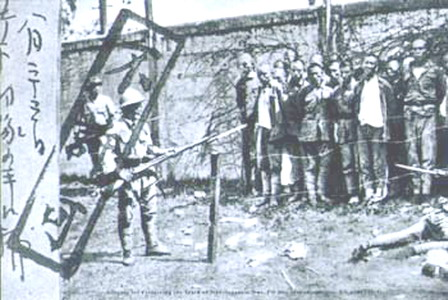
Schwytani chińscy żołnierze 23 sierpnia 1937 roku. Pieczęć po lewej stronie, umieszczona przez Japońskie Biuro Cenzury, oznacza „niedozwolone do publikacji”. W prawym dolnym rogu widnieje martwy więzień

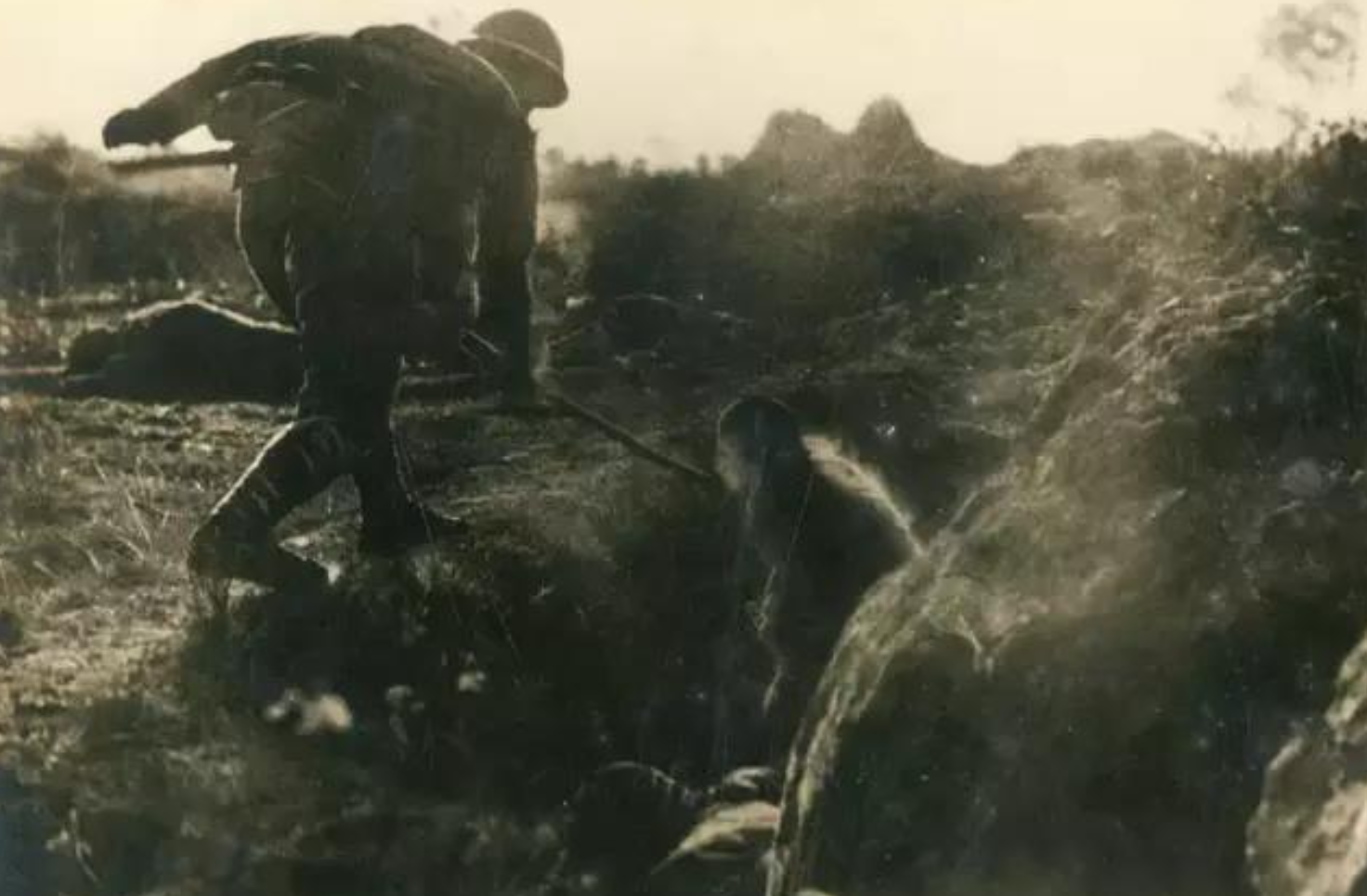
Japoński żołnierz zabija chińskiego więźnia, podcinając mu gardło. Widocznych jest kilka kolejnych ciał. Koniec października 1937 roku

Podczas kampanii szanghajskiej doszło do licznych okrucieństw, zwłaszcza ze strony wojsk japońskich. Japończycy rzadko brali jeńców, jeśli w ogóle. Pojmani, w tym cywile oskarżeni o szpiegostwo, byli przesłuchiwani i likwidowani, gdy nie mieli już więcej informacji do przekazania. Według dziennika Iwane Matsui, każdy z 500 chińskich jeńców wojennych schwytanych w okolicach Wusongu został zabity. Egzekucje często przeprowadzano poprzez dekapitację mieczem samurajskim, ale nierzadko stosowano bardziej makabryczne metody: rannych chińskich jeńców często wiązano twarzą w dół, oblewano benzyną, a następnie palono żywcem.
Cywile i żołnierze nieuczestniczący w walce również stawali się celem ataków. Na przykład Japończycy ostrzeliwali z karabinów maszynowych tłumy uchodźców przy moście kolejowym w Jessfield i celowo ostrzeliwali kolumny uchodźców w pobliżu ulicy Brenan. Aby zrekompensować niedobory zaopatrzenia, japońskie wojska często rabowały okoliczne miasta i wsie, dokonując przy tym masakry ludności cywilnej. Japońskie samoloty celowo atakowały wszystko, co nosiło symbol Czerwonego Krzyża, często ostrzeliwując lub bombardując karetki pogotowia przewożące rannych chińskich żołnierzy, cywilów i personel medyczny.
Z drugiej strony, Chińczycy stosowali taktykę spalonej ziemi, aby pozbawić japońskie siły lokalnych zasobów. Oznaczało to podpalanie budynków mieszkalnych i pól, niszczenie zbiorów, zabijanie zwierząt i zatruwanie studni, powodując ogromne szkody materialne w regionie Szanghaju.

## Następstwa

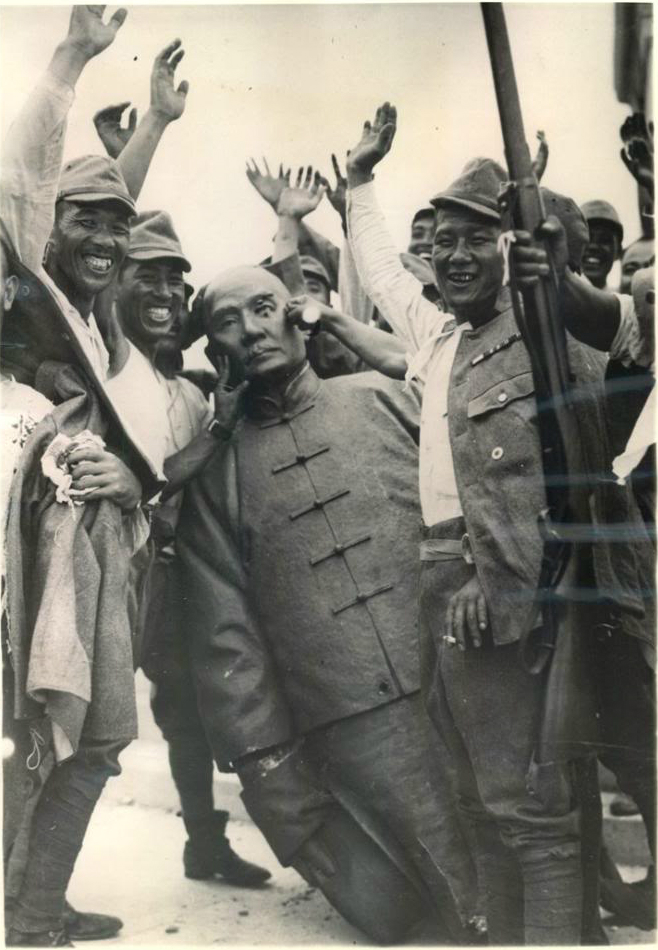
Japońscy żołnierze pozują obok obalonego pomnika Sun Jat-sena po zdobyciu Szanghaju

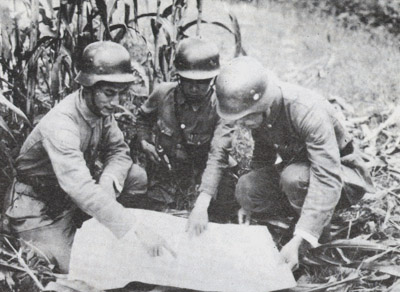
Chiński korpus oficerski został szczególnie mocno przetrzebiony w bitwie o Szanghaj

Mimo że bitwa o Szanghaj była pierwszą dużą bitwą stoczoną w II wojnie chińsko-japońskiej, decyzja Czang Kaj-szeka o wysłaniu do walki swoich najlepszych wojsk miała znaczące reperkusje. Na początku wojny Narodowa Armia Rewolucyjna szczyciła się stałym personalem liczącym około 1,75 miliona żołnierzy, ale jej faktyczna siła bojowa była znacznie niższa, ponieważ większość chińskich żołnierzy była słabo wyszkolona i gorzej wyposażona od swoich japońskich przeciwników.
Skutkiem decyzji Czang Kaj-szeka o wysłaniu elitarnych dywizji do walk w Szanghaju byłogromne ich straty, wynoszące około 60%. W czasie tych walk Czang stracił również około 10 tys. z 25 tys. młodszych oficerów wyszkolonych w Akademii Whampoa w latach 1929–1937, a także dziesiątki tysięcy potencjalnych kandydatów na oficerów. Armia Centralna nigdy nie otrząsnęła się po tych druzgocących stratach. Kiedy 88 Dywizja, prawdopodobnie najlepsza z tych elitarnych dywizji, rozpoczęła obronę Nankinu, liczyła już tylko 7 tys. żołnierzy zdolnych do walki, z czego 3 tys. stanowili nowi rekruci, którzy mieli uzupełnić straty.
Straty poniesione przez bardzo niewielkie siły pancerne armii chińskiej były również znaczące. Chińczycy wykorzystali w bitwie i bezpośrednio po niej trzy bataliony czołgów. 1. batalion dysponował 32 czołgami amfibijnymi VCL i kilkoma 6-tonowymi czołgami Vickers E. 2. batalion, również stacjonujący w Szanghaju, dysponował 20 czołgami Vickers E, 4 czołgami VCL i tankietkami Carden Loyd. 3. batalion dysponował 10 lekkimi czołgami Panzer I, 20 tankietkami CV35 i kilkoma samochodami pancernymi Leichter Panzerspähwagen. Niemal wszystkie z nich zostały utracone podczas walk w Szanghaju i później w Nankinie.
Ciężkie straty poniesione przez wojska centralne zmusiły Czang Kaj-szeka do większego polegania na generałach spoza Akademii Whampoa, którzy dowodzili armiami prowincji, a wielu z nich przejawiało dość wątpliwą lojalność wobec generalissimusa. Z powodu osłabienia swojej siły militarnej Czang Kaj-szek utracił część politycznej przewagi nad lokalnymi watażkami. W efekcie Czang Kaj-szek był w istocie jedynie przywódcą luźnej koalicji, a nie głównodowodzącym zjednoczonych chińskich sił zbrojnych. Osłabienie najlepszych chińskich jednostek utrudniło również planowanie i przeprowadzanie kolejnych operacji wojskowych. W istocie, skoordynowane wysiłki Czang Kaj-szeka, mające na celu zbudowanie prawdziwie skutecznej, zmodernizowanej armii narodowej, zostały w znacznym stopniu zniweczone przez ofiary poniesione w bitwie o Szanghaj.